# B-17轟炸機
B-17空中堡壘轟炸機（B-17 flying fortress）是美國波音在1930年代為美國陸軍航空軍所發展的四引擎重型轟炸機。當時參與競爭此200架新型轟炸機合約的還有道格拉斯和格倫·L·馬丁兩家公司。在三家競爭者之中，波音設計的機型不但性能突出且更加的符合美國陸軍航空軍之期望。然而，由於B-17的原型機在一次試飛時墜毀，波音最終並沒有得到該筆合約。不過由於陸軍航空軍對波音的B-17設計印象深刻，因此仍舊訂購了13架B-17型轟炸機作為後續評估使用，也自此揭開B-17轟炸機輝煌的戰爭歲月。自1938年第一架B-17出廠，B-17轟炸機在二戰前後歷經多次改良，以適應快速變化的空中戰場與局勢。
在二次世界大戰之中，B-17是美國陸軍航空軍對德國工業和軍事目標進行日間戰略轟炸的主力機種。期間，駐在英國的美國第八航空隊及布署於義大利的第十五航空隊，協同英國轟炸司令部的轟炸機隊，對西歐地區的城市、工廠與戰區進行日夜不停歇之空中攻擊，為之後的诺曼底登陆作戰進行鋪路。除歐陸戰場之外，少數的B-17亦飛翔於太平洋戰場之上，承擔對日本艦船和機場轟炸的部分任務。
美國陸軍航空軍在第二次世界大戰之前即认为戰略轟炸機是強而有力的戰略性武器。認為一種長程、高空、裝備大量自衛性武裝的轟炸機不但能有效的自我防衛，並有能力在戰場上承受損害後仍能返回其出發的機場。而戰時B-17的表現—諸如在彈痕累累、機翼與尾翼大部分皆已損毀的嚴重傷害下，仍能以一具發動機飛返機場等種種英勇事蹟，给参戰各方留下了深刻印象。B-17堅實的機體結構，跟廣泛流傳的戰場倖存故事，使它成為了當時戰略轟炸機的象徵。相較於當時盟軍的其他機種而言，B-17確實是一款极为有效的轟炸武器。不但能飛得更高，更在战争中投下了比任何美軍機種都多的炸彈。總計在整個戰爭之中，B-17機群一共在歐陸丟下了640,000噸的彈藥，超過所有美軍轟炸機投擲量的40%。
截至2011年9月，仍有13架B-17仍保持適航的狀態。另外為數不少的機體仍保存，或靜態展示於博物館之中。

## 起源
1934年8月8日，美國陸軍航空軍對外公開了一份用來取代馬丁B-10轟炸機的多發轟炸機需求案。美國陸航希望這型轟炸機能有效的強化駐紮於夏威夷、巴拿馬及阿拉斯加地區的空中實力。在計畫案之中，陸航要求這架飛機必須能在1萬英呎的高空攜帶足夠的炸彈酬載，並且能維持至少10小時以上，超過200哩/小時的高速飛行。需求案中同時也希望（必非必須條件）該架轟炸機能俱備2000英哩的飛行距離，與最高250哩/小時的飛行速度。
為了回應此需求案，波音公司的工程團隊在E. Gifford Emery與Edward Curtis Wells的領導下，自力建造完成了B-17的原型機（Model 299）。這型原型機融合了波音XB-15轟炸機與波音247型運輸機的特徵，配備4具Pratt & Whitney R-1690黃蜂式活塞發動機，並能攜帶高達4800磅重的炸彈，與5挺自衛用的.30機槍。
Model 299原型機於1935年7月28日由波音的首席試飛員Leslie Tower完成了第一次的試飛。在這架裝有多管機槍的龐然大物被緩緩推出機棚時，西雅圖時報的記者Richard William突然靈光一閃的聯想到'空中堡壘'一詞，並使用於他的報導之中。波音公司很快的即意識到這個綽號的價值，因此立即向政府申請'空中堡壘'的商標使用權。從此之後，'空中堡壘'即成為了B-17型轟炸機那廣為人知的綽號。B-17最為獨特的機槍配置即為它的機鼻機槍。它獨特的設計使該名槍手得以向正前方任何角度進襲的敵機射擊。1935年8月20日，這架原型機僅僅花費9小時又3分鐘即自西雅圖抵達懷特試飛場；平均飛行速度達到252哩/小時，明顯超出他的競爭對手們一截。
在Model 299飛抵測試場之後，波音裝有4發動機的Model 299表現明顯的超出其他兩個雙發動機的競爭者。美國陸航因此意識到四發動機長程轟炸機將遠比航程較短的雙發動機轟炸機來得有效率，並更為適合陸航所期望轟炸機能扮演的角色。因此，在所有的測試結束之前，陸航的官員便已建議當局採購65架的B-17轟炸機。
然而好景不常，1935年10月30日，當陸航的試飛員與波音首席試飛員共同進行Model 299原型機的第二次評估飛行時，飛行組員忘了解除飛行控制面的鎖定裝置，因此在起飛後飛機即快速爬升並失速墜毀。也因此，Model 299並無法完成所有的項目評估。於此之間，雖然陸航的官員對於這架飛機的潛力抱持無比的信心，但它的高昂造價也是部分官員感到卻步。（B-17的造價幾乎是道格拉斯機種的兩倍）)由於Model 299機並無法完成所有的測試，因此波音公司也在此場新式轟炸機競爭中失格。於此之故，陸航司令取消了原本要採購的65架YB-17訂單，改為訂購133架道廠的B-18型雙發動機轟炸機。

## 轉機
雖然波音因為這次事故而失去了原本可以到手的轟炸機訂單，但由於陸航驚艷於Model 299原型機的飛行表現，因此在1936年1月17日時，陸航透過法規上的漏洞而訂購13架YB-17（由於採用特殊預算的關係，1936年11月後這批飛機被稱作Y1B-17）。相較於Model 299，YB-17有一些明顯的設計變動，包括採用了更為有力的懷特R-1820發動機。雖然Model 299在試飛時仍是波音公司的財產，也從未被賦予軍方編號，但後世研究者通常將Model 299稱為XB-17，並納入B-17的譜系之中。
1937年3月1日至8月4日間，波音公司即交付12架Y1B-17給美國第二轟炸機團供作戰技令發展與飛行試驗之用。其中一項對後世飛行有重要影響的變革就是飛行前檢查表的使用，以避免Model 299墜毀意外的再發生。在其中一項極為知名的早期飛行任務之中，三架B-17由導航員Curtis LeMay帶領，成功的攔截一艘遠在610哩大西洋外海的貨船。第13架Y1B-17並沒有加入轟炸機團之中，而是被送到懷特試驗場進行其他的飛行測試。

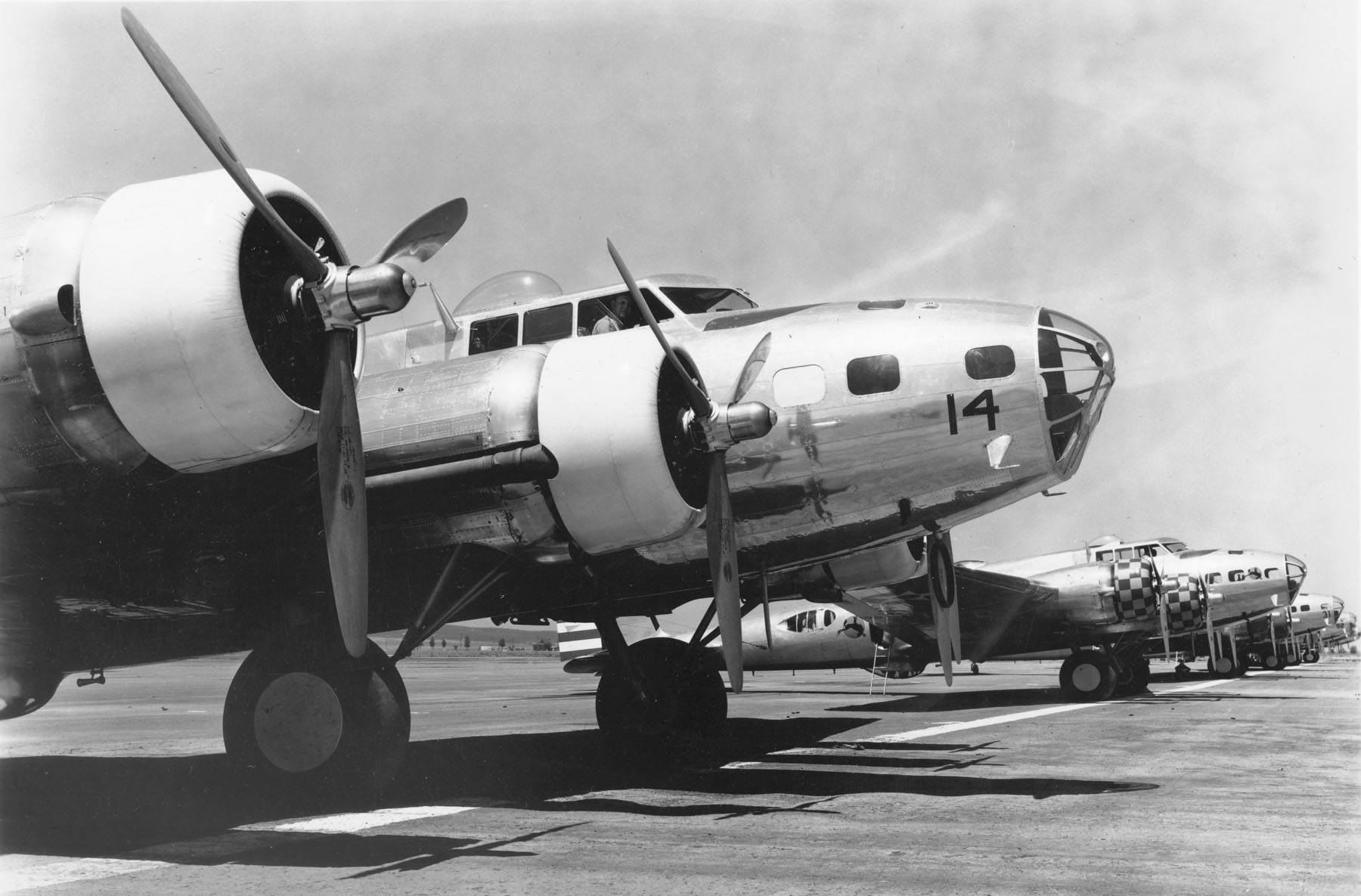
在珍珠港事變前夕位於加州馬歇爾飛行場的B-17B

第14架Y1B-17（37-369）原本預定要做為結構測試的地面測試機，但後來決定將此架飛機升級，並安裝由排氣驅動的渦輪增壓器。然而，由於渦輪增壓器的發展一直出現問題，其原訂於1937年進行試飛的時程不斷遭到拖延，直至1938年4月29日方才展開試飛。1939年1月31日該機交付陸航使用。
在所有的作戰測試皆完成之後，Y1B-17跟Y1B-17A被重新編號為B-17與B-17A，表示該機型已進入作戰序列之中。
反對陸航引進B-17的聲浪在B-17順利發展的情形下逐漸消退。1937年末，陸航訂購了額外10架的B-17以在美國兩岸各裝備一個轟炸飛行團。在對控制面、機鼻等進行改良之後，新的B-17B型轟炸機分為5批於1939年7月到1940年3月間交付陸軍。1940年7月，陸航更提出了一筆512架B-17的訂單；然而，在珍珠港事變之前，僅有不到200架的B-17轟炸機已服役於美國陸軍之中。
在1937年1月到1941年11月底這段期間中，美國陸軍總共接收了155架各型B-17轟炸機。之後，B-17的訂單如雪片般的飛向波音公司，生產數量也快速的往上累加，使B-17成為生產速度最快的大型戰機。在生產巔峰的期間，波音公司一個月可以出廠363架B-17轟炸機，相當於每天14-16架之多。到1945年5月戰爭結束為止，波音、道格拉斯與維加（Vega）公司一共生產了12,731架空中堡壘。雖然Model 299原型機的墜毀幾乎將波音公司推向了懸崖的邊緣，但事後卻發現這是波音的轉機。這款基於原型機而改良的轟炸機表現地比原始設計更好，如果沒有Model 299的失敗，則二戰中最著名的轟炸機將不會現身。

## 機體設計與衍生改良機種
| 機型         | 生產量 | 首次飛行      |
| ------------ | ------ | ------------- |
| Model 299    | 1      | 1935年7月28日 |
| YB-17        | 13     | 1936年12月2日 |
| YB-17A       | 1      | 1938年4月29日 |
| B-17B        | 39     | 1939年6月21日 |
| B-17C        | 38     | 1940年7月21日 |
| B-17D        | 42     | 1941年2月3日  |
| B-17E        | 512    | 1941年9月5日  |
| B-17F (总量) | 3,405  | 1942年5月30日 |
| B-17F-BO     | 2,300  | [ 39 ]        |
| B-17F-DL     | 605    | [ 39 ]        |
| B-17F-VE     | 500    | [ 39 ]        |
| B-17G (总量) | 8,680  |               |
| B-17G-BO     | 4,035  |               |
| B-17G-DL     | 2,395  |               |
| B-17G-VE     | 2,250  |               |
| 總合         | 12,731 |               |

B-17在整個設計與生產過程中經歷數次重大的改良，也因此衍生出許多不同的機型。
首批13架YB-17中，有12架交付位於維吉尼亞州蘭利空軍基地的第二轟炸機大隊以發展重型轟炸機的作戰準則與技術測評，另外一架則作為飛行測試之用。作為測試用的YB-17隨後成為配備渦輪增壓器的實驗機，渦輪增壓器則是後來B-17的重要關鍵技術。第14架原本計畫用於地面測試的原型機後來安裝了渦輪增壓器，並在測試完畢後更改編號為B-17A。

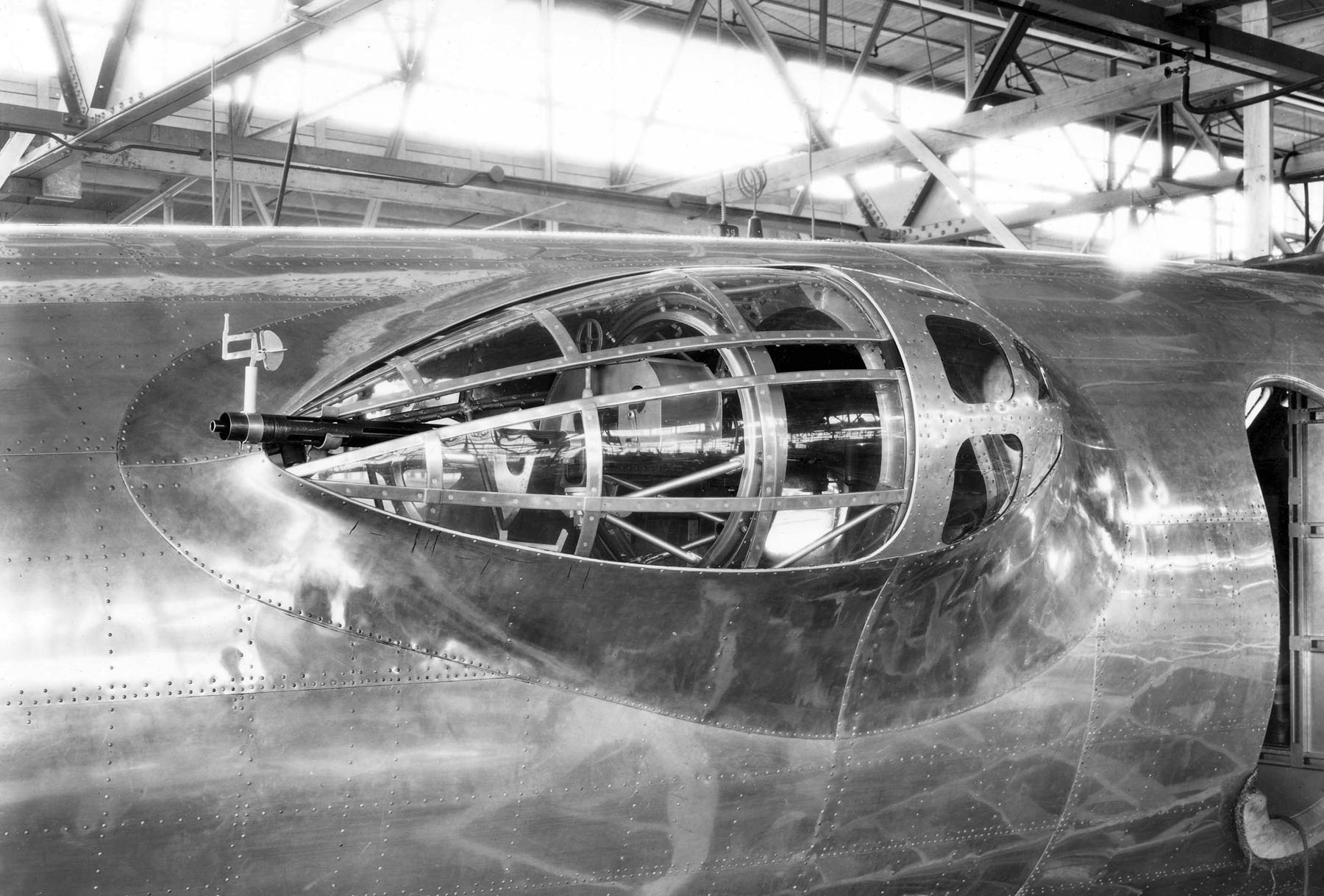
Model 299淚滴狀的側面槍塔，最後並沒有應用於量產機之上。

在生產線建立並開始量產B-17之後，波音公司仍持續的改良B-17的基本設計。為了強化B-17的低速性能，B-17B改用比原本設計為大的尾翼與襟翼控制面。B-17C則將原本三個橢圓形的機槍塔更改為兩個流線型的橢圓形槍塔，與一個位於機身底部的澡缸狀槍塔。B-17自A型到D型的改良主要都是針對它的防禦性，而B-17E則是第一個以侵入性戰爭作為主要任務的改良機型。
B-17E大幅度的更動原來自Model 299的設計。B-17E的機身長度拉長了10英呎，並擁有較大的後段機身、垂直尾翼、尾舵與尾翼；同時它也增加了機尾機槍這個防禦火力點。機首大致上仍保留早期B-17的設計，但在駕駛艙後部上方增設一具史佩里公司製電力驅動防禦砲塔，以及一具在炸彈倉後方的球型槍塔（早期的-E型則在同位置的配置是一具史佩里645705-D遙控槍塔，但由於難以使用而遭致抱怨連連）。經過這些改良的E型較D型增重20%，但有效強化了B-17的防禦能力。搭配渦輪增壓器的R-1820引擎也是在這個型號導入，這項革命性改良大幅強化發動機的高空輸出功率。
B-17F是1943年第八航空隊用來對抗納粹德國的主要機種。F型轟炸機的特徵是後部球型槍塔標準化，以及機鼻從過去的10塊結構變更為兩塊結構，改善前方觀測員視野。

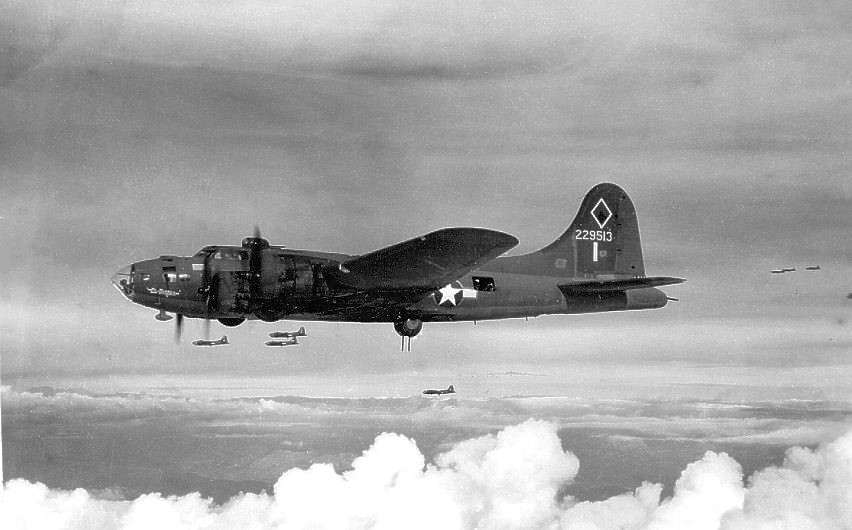
99轟炸團的B-17F。圖中可見其幾乎無窗架的透明轟炸觀測機鼻

除了B-17的正規量產機種之外，B-17當時也有另外兩種衍生的試驗機型。XB-38改用艾立森V-1710液冷式發動機，以防大量使用於B-17的R-1820發動機無法供應其生產所需。唯一一架的XB-38在第九次飛行中墜毀，而這型設計也自此被放棄，V-1710發動機則主要供應戰鬥機。另一型試驗機型則是YB-40，它是在P-51戰鬥機未問世前陸軍航空隊對於長程護航的概念研究。YB-40不攜帶炸彈，在無線電室的上方從單挺防禦機槍變更增設一座防禦砲塔，在機鼻下方增設一座砲塔，機首兩側各裝一挺機槍，炸彈艙增設一組遙控機槍，機身兩側單挺防衛機槍變成雙連裝，加上既有的防禦火器，YB-40有著7座雙連裝機槍與2挺單裝機槍，共擁有多達16挺.50機槍。這些加設的武裝使YB-40光是子彈就需要攜帶11,000發，使YB-40比滿載的B-17F還要重上10,000磅之多。由於裝備都無法拋棄，因此機身重量較重速度不足的YB-40將無法伴隨完成轟炸後拋棄載荷的B-17機隊。這也導致該計畫最後在1943年7月被正式放棄。但是YB-40的機鼻槍塔技術被導入到B-17F以後的改良型號中，提供B-17更強悍的前方防禦。

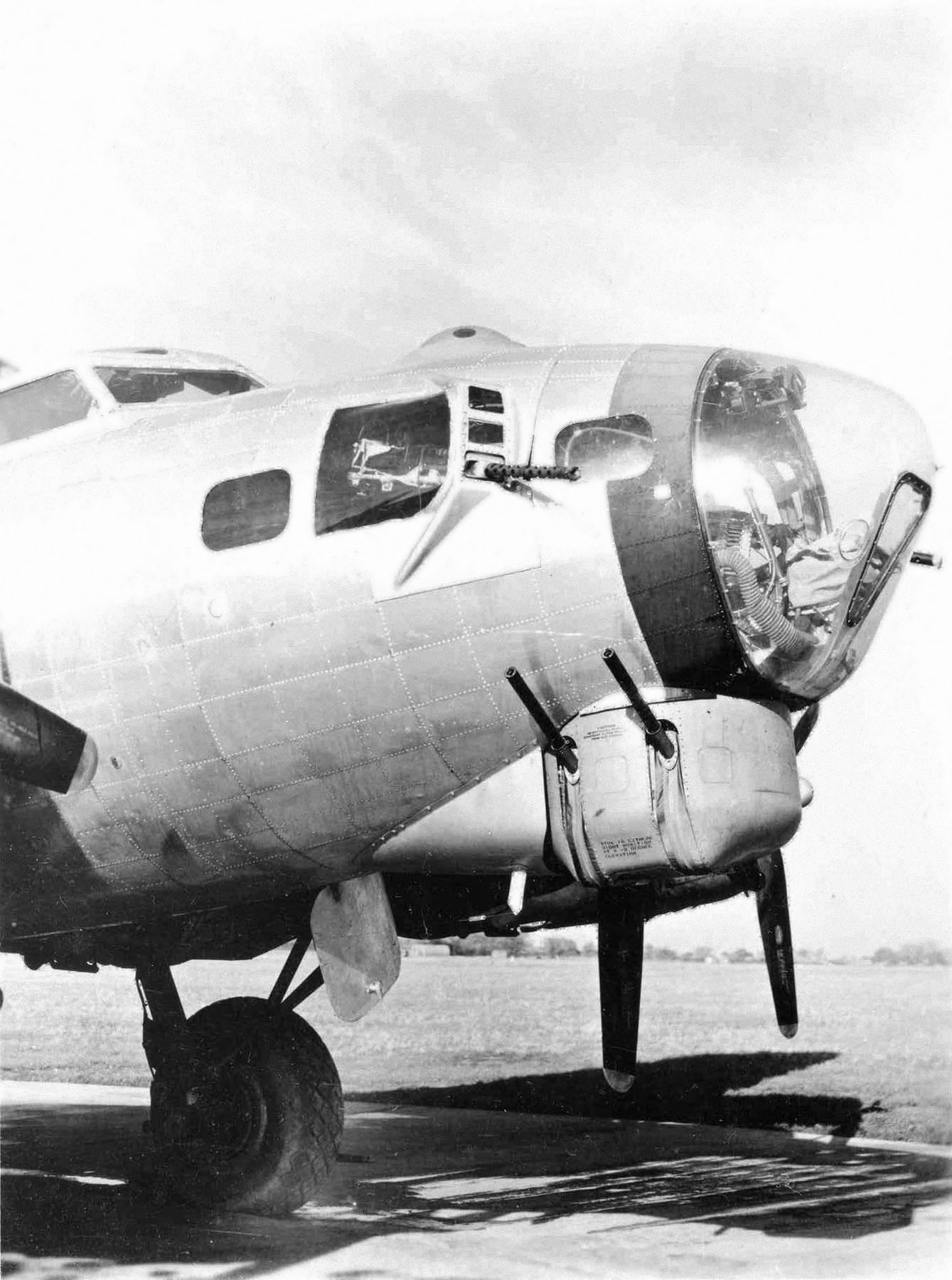
B-17G的機鼻

B-17的自身防禦火力不斷的在改良中被強化。到了B-17G出現的時候，防禦機槍總數已經由7挺增加到13挺，而它們的設計與位置也終於固定下來，成為B-17最後的設計。B-17G是空中堡壘的最後一種發展型，也是集所有發展於一身的終極機種，G型共完成了8,680架，最後一架B-17G在1945年7月28日出廠。許多B-17G被改裝以用於其他任務之上，諸如空中運輸，發動機測試與空中偵照等。除此之外，一批B-17G也被改裝以作為救難搜索用途。這批飛機原本編號為SB-17G，後來則改為B-17H。

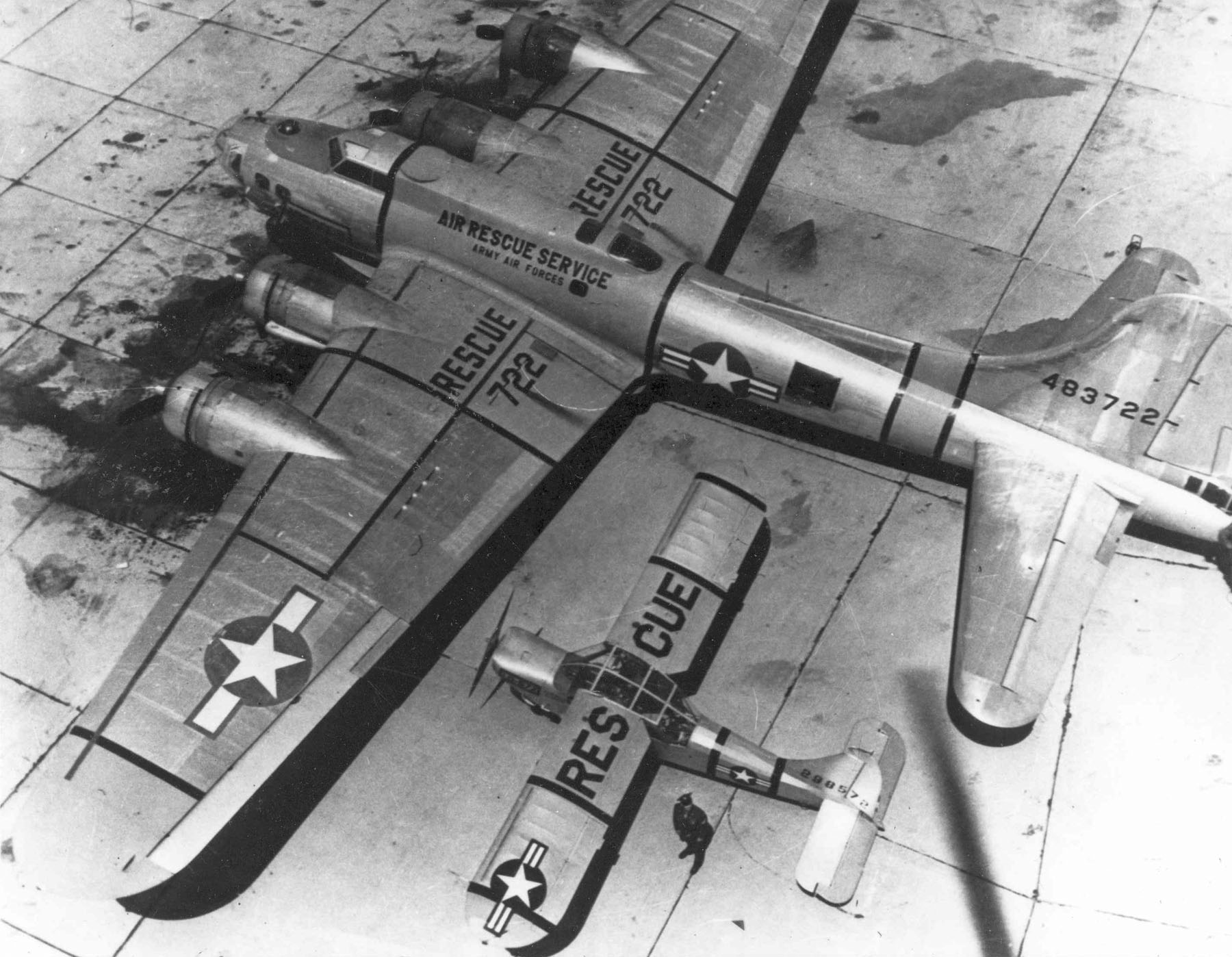
隸屬於2nd ERS的SB-17G-95DL救援搜索機44-83722

二次世界大戰後期，為數25架的B-17裝置了無線電控制系統與電視攝影機，並搭載20,000磅的高爆炸藥，充當大型的精準轟炸飛彈（BQ-7）使用。在作戰任務之中，BC-7由CQ-17遙控母機伴隨遙控飛行至轟炸目標之上遂行任務。
1944年8月4日，第一批4架遙控無人機被派往攻擊米諾葉庫斯（Mimoyecques）要塞，西拉庫爾的V-1發射碉堡，華頓碉堡（Blockhaus d'Éperlecques）與維澤訥地區，然攻擊成效不彰。此計畫後來在一場不明空中爆炸之後隨即終止，這場爆炸造成半徑5英哩的嚴重損傷，使英國政府決定立即終止此項無人攻擊機計畫，所有的飛機也在1945年初拆解。

## 作戰歷史
B-17於1941年開始出現於第二次世界大戰的戰場上空。在歐洲，英國皇家空軍操作B-17對歐陸的目標進行日間轟炸任務，但其初期的表現卻不是十分理想。在太平洋的西側，同年美國陸軍也使用B-17在菲律賓對抗日本的進襲。由於國際情勢緊張之故，美國第19轟炸機團在珍珠港事變前幾個星期被派駐至菲律賓的克拉克基地，這也是太平洋戰場上首批進駐的重型轟炸機部隊。然而半數駐守於菲律賓的B-17機隊在1941年12月8日準備向台灣進行轟炸之際，在地面遭日軍毀滅性的打擊。剩下的小部分B-17機隊仍在接下來的作戰中努力的對抗日本的進襲，直到B-17撤退到達爾文港為止。1942年初，混合操作B-17與B-24重型轟炸機的第7轟炸機團抵達爪哇，與第19轟炸機團殘存的B-17共同奮戰。但這隻小規模的重轟炸機隊並無法削弱日軍的進攻速度，1942年3月，第7轟炸機團即撤退至印度，僅留下第19轟炸機團在澳洲繼續作戰。
1942年七月，第一架B-17被飛往英格蘭，加入第八航空隊的作戰行列。同年，另外兩批B-17飛抵阿爾吉利亞加入第12航空隊在北非的作戰任務。在這些戰場上B-17大多負擔對德軍目標進行日間戰略轟炸的重責大任，它們針對的目標即為廣泛，涵蓋碼頭、潛艇基地、倉庫、到機場與生產工場，期望能藉由轟炸以削弱德國之軍事行動能力。在準備反攻法國的期間中，B-17與B-24對德國的飛機製造工廠展開大規模的襲擊行動，並直接面對德國空軍對轟炸機隊的猛烈襲擊。
B-17早期的型號在歐洲戰場上被證明並不適合直接面對如此高強度的作戰。一直到B-17E加入戰場之後，B-17才成功的在美國陸軍航空軍中立足。但不論如何，戰前認為轟炸機在緊密編隊下的自衛火力足以自保的理論在歐洲戰場上被證明並非如此有效，要達成有效的轟炸任務，轟炸機隊仍須戰鬥機的全程護航。
在第二次世界大戰之中，B-17在海外一共裝備了32个轟炸機團。它的數量在1944年8月達到高峰，共有4,574架B-17活躍於美國陸軍航空軍之中。B-17一共在歐洲戰場上投下了640,036短噸的彈藥，而同時間B-24解放者轟炸機則投下了452,508多噸。它的表現並不下英國當時的轟炸主力：蘭開斯特轟炸機。

### 英國皇家空軍

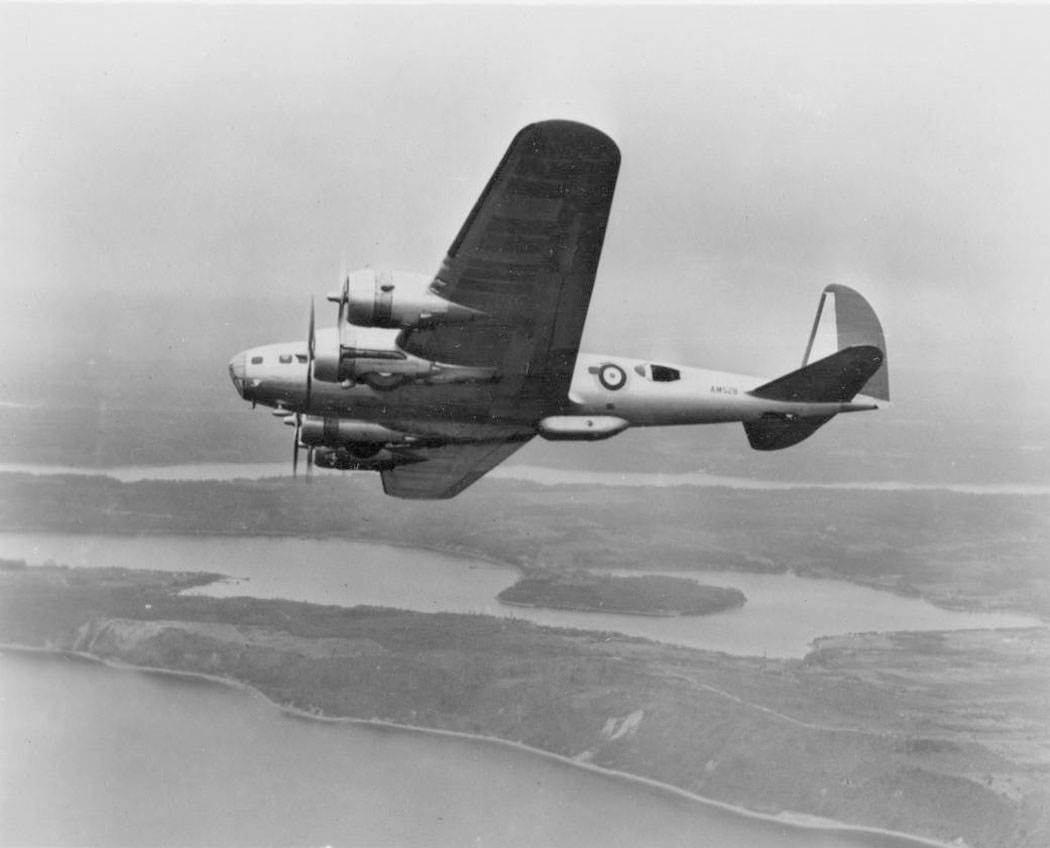
RAF所屬的飛行堡壘轟炸機

當英國皇家空軍（RAF）捲入第二次世界大戰之時，它手上並沒有可以立即投入戰場的重型轟炸機。當時英國擁有的最大型長程轟炸機為雙引擎的威靈頓轟炸機（Vickers Wellington），僅能攜帶4,500磅炸彈。當斯特林轟炸機與哈利法克斯轟炸機都預計在1941年方能投入戰場之時，1940年初英國皇家空軍決定透過與美國陸軍航空軍的雙邊協議，先行取得20架B-17C型重轟炸機，並命名為堡壘1型。這批B-17C首次投入歐戰即於1941年7月8日前往轟炸威廉港，然而結果並不成功。7月24日，英國的B-17C機群再次前往轟炸法國布雷斯特地區，但仍舊錯失轟炸目標。
當年9月，在英國空軍在戰鬥與意外中累計折損8架B-17C後，B-17C的拙劣表現讓英國空軍轟炸司令部決定放棄日間轟炸計畫。這幾個月來的失敗也證明B-17仍未準備好面對嚴酷的戰爭考驗。它需要更強悍的防禦能力，更大的彈倉以及更準確的瞄準能力。不論如何，英國日間轟炸的失敗經驗並沒有影響美國陸軍航空軍的決定，B-17轟炸機仍將作為日間轟炸機之主力。
英國在證明B-17C並不適合進行日間轟炸之後，其餘的堡壘1型轟炸機皆被轉移至英國空軍海岸司令部之下，作為長程海洋巡邏機之用。1942年8月，另外19架堡壘2型（B-17F）與45架堡壘2A（B-17E）也被撥交至海岸司令部下以強化海洋巡邏機之戰力。1942年10月27日，一架英國所屬的B-17擊沉了U-627潛艇，這也是英國飛行堡壘在二戰中所擊沉的11艘U艇中的第一艘。除此之外，一小部分的B-17也被用作干擾德國雷達之用，以協助英國轟炸主力遂行其轟炸任務。

### 美國陸軍航空軍（早期歐洲戰場）
在歐洲戰場上空，美國陸軍航空軍使用B-17與其他轟炸機執行高空轟炸任務。為了精確的轟炸目標，B-17裝置了當時極為機密的諾頓轟炸儀。此轟炸儀上的機械式計算機與陀螺儀讓該轟炸儀得以精確計算炸彈投放時間與位置，並在轟炸時接管飛機的操作以維持航向與航速的穩定性。
陸軍航空軍在美國正式參戰之後即開始在歐洲建立以B-17E為主的轟炸機隊。美國第八航空隊的第一支B-17機隊（屬於第97轟炸機團）在1942年5月12日抵達英國。1942年8月17日，12架屬於97轟炸機團的B-17E，在英國空軍的護航下，執行了美國陸航在歐陸的第一次轟炸任務。該次作戰極為成功，僅有兩架B-17受到輕微的損傷。
然而在美國轟炸機不斷的增加轟炸的強度與頻率後，德國也開始強化對轟炸機的攔截能力。雙方在空中的對抗強度日益升高，使沒有護航戰機保護的轟炸任務變得十分艱難且成果不彰。

### 英美合作

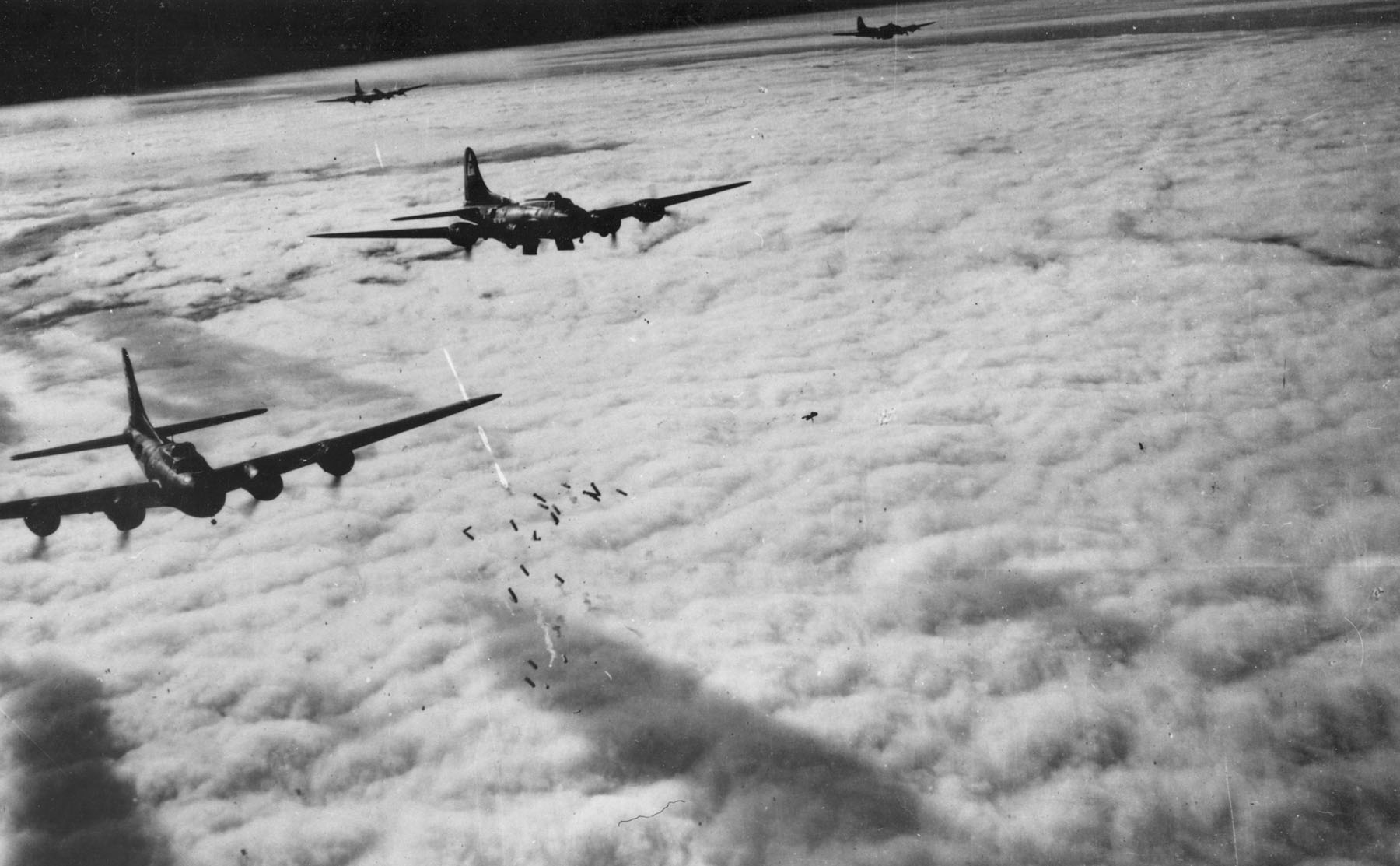
1943年在德國雲層上利用雷達導引進行轟炸的B-17F機群

1943年1月，美國與英國轟炸司令部達成協議，決定在陸軍重回歐陸之前，聯手進行戰略轟炸以削弱德國的空中作戰實力。其中美國陸軍所屬的轟炸機將執行日間轟炸任務，而英國則負責夜間對主要工業城市的轟炸角色。
英美聯合轟炸任務一開始針對西歐的目標進行轟炸。美國第八航空隊將摧毀德國飛機工業作為其轟炸任務之最優先目標，尤其是德國的飛機組裝、引擎製造等工廠。1943年4月，第八航空隊將首次的出擊任務指向了位於不来梅與雷克林豪森的關鍵航空工業工廠，而這些目標皆被德國軍方給重重保護著。

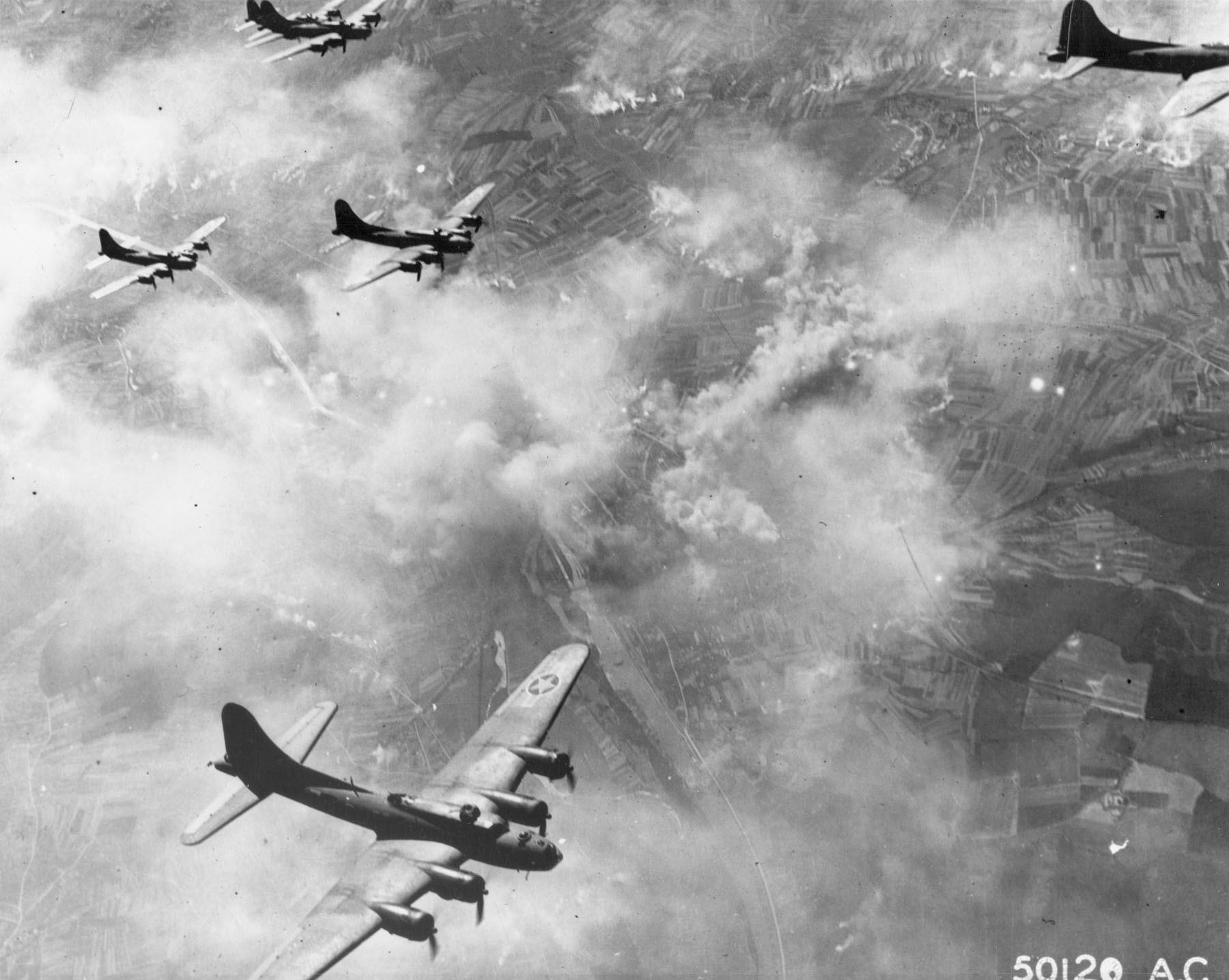
1943年8月德國上空的B-17編隊

由於對機場的轟炸並無法削弱德國的戰鬥機實力，因此更多的B-17機隊被送到歐陸戰場參加任務，並且必須冒著猛烈的砲火深入德國內部以攻擊重要的工業目標。第八航空隊將目標放在位於施韦因富特的軸承工廠，並期望藉由摧毀該目標而打破僵局。1943年8月17日，由230架B-17所組成的首批轟炸並沒有造成該工業區的重大損害。但這些遮天蔽日的B-17機隊確遭遇了超過300架德軍戰機的攔截，並損失了其中36架轟炸機，及其上的200名組員。該天，美國陸軍一共損失了60架B-17轟炸機。
1943年10月14日，美國陸軍再次針對相同目標組織了第二波的轟炸任務。291架B-17被送往施韦因富特以摧毀該地區的工廠。雖然這次的轟炸任務成功的干擾德國的工業生產，但第八航空隊也付出極為慘痛的代價。該日，在超過300架德國戰機的攔截下，共有60架B-17被擊落，5架在返回英國途中墜毀，12架重創至無法再次飛行。除了損失這77架B-17轟炸機外，另外有122架轟炸機受創待修，僅有33架B-17得以完好無傷的返回英國。超過20%的組員在本次作戰中沒有回到出發地，其中有些當場陣亡，另外少數人則淪為戰俘。

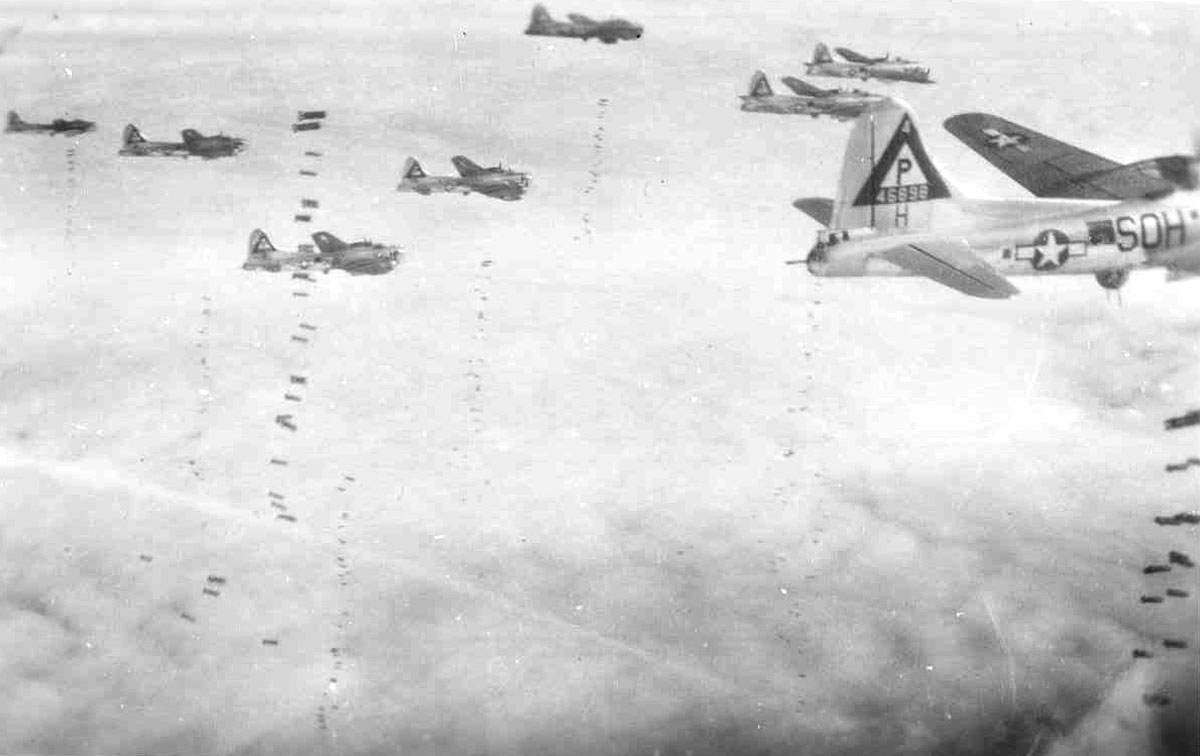
投彈中的B-17G機群

幾場轟炸任務下來，B-17跟其操作組員的損失高到美軍無法承受的比率。在認清轟炸機的脆弱之後，美軍決定暫停深入德國內部的日間轟炸任務，直到擁有可以全程護航的戰鬥機為止。同時間，德國夜間戰鬥機的作戰能力也顯著的提升，逐漸挑戰大眾對夜色掩護的信賴。第八航空隊在1943年10月共損失了176架轟炸機，並在1944年1月11日的任務中承受了近乎同等的傷亡。當日，由於指揮命令未能確實下達，護航機隊最終並未跟隨轟炸機編隊進入目標上空，此錯誤導致第八航空隊損失了60架B-17轟炸機。B-17慘烈的損傷在P-51與P-47戰機加入歐洲戰場後得以改善。1944年在矛頭指向德國飛機製造工業核心區域的作戰任務中，由於護航戰機的全程伴隨，B-17轟炸機的損傷率降至7%。該星期在3,500架次的任務中，僅有247架B-17被德國擊毀。不過，在P-51野馬出現之前，新銳的P-47的最大續航力不足，幾乎都是護送機團到德法邊境就必須返航。雖然在法國上空替B-17擊落不少的Bf-109、Me-109等德國飛機，也替任務機隊掃除部分的高射砲陣地。一旦到了德法邊境，機團只能被迫獨力與納粹德國空軍和防砲部隊作戰。
到1944年9月時，在40個第八航空隊的轟炸機團中，27個操作B-17轟炸機。第15航空隊的21個轟炸機團中則有6個操作B-17轟炸機。雖然護航戰機有效降低了B-17的損傷率，但德國的對空防砲仍無情的對重轟炸機造成損傷。該局面一直持續到1945年初，直到1945年4月27日時，用來補充戰損的轟炸機方才不再抵達英國，同時美國也開始減少每個轟炸機團內飛機的數量。至此，聯合轟炸作戰終於達成了他的任務。

### 太平洋戰場

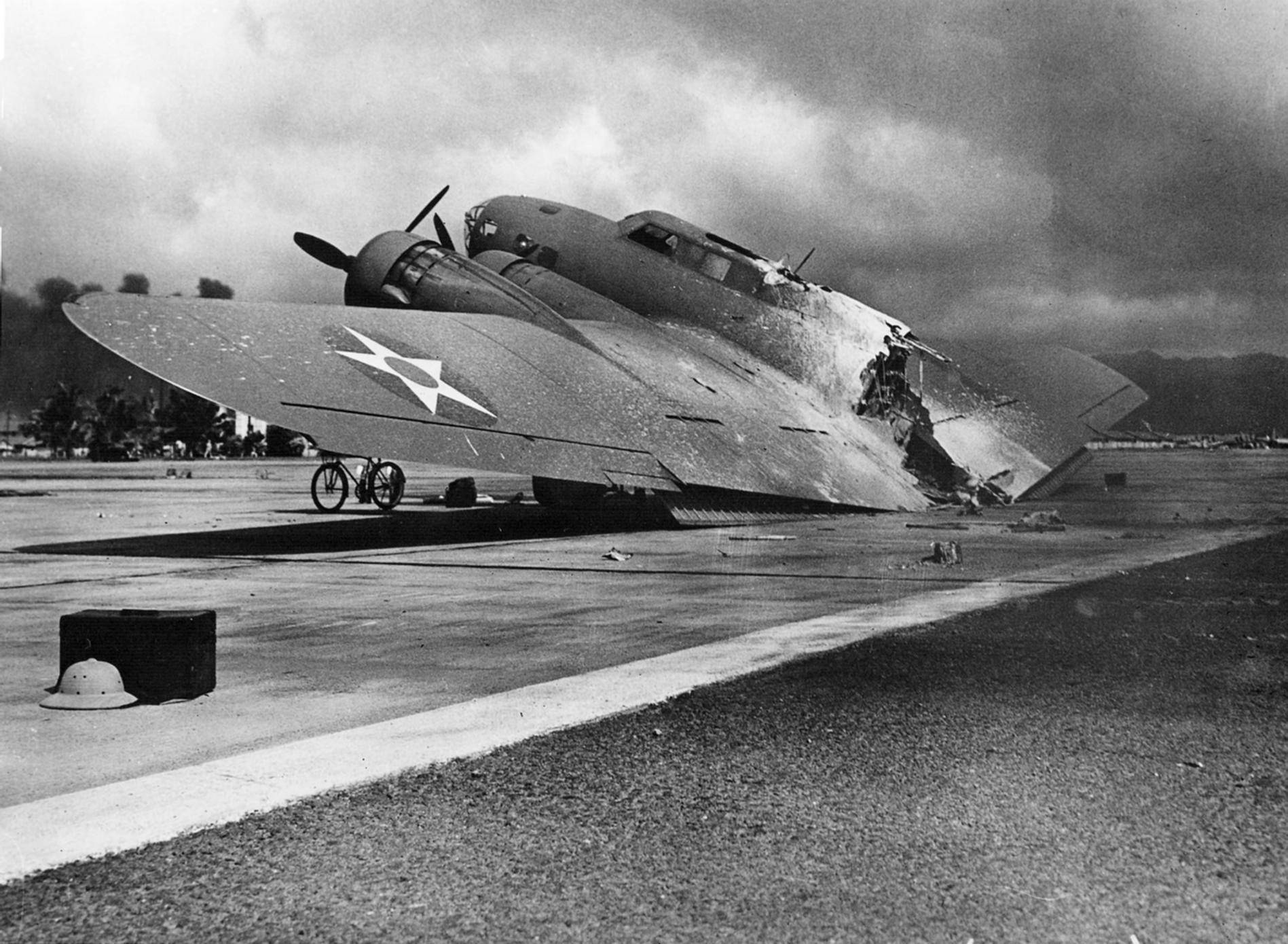
在珍珠港事變中被摧毀的B-17C

1941年12月7日，12架從38與88偵查中隊來的B-17C與B-17E在由加州前往增援菲律賓的途中，於珍珠港事變爆發的當頭飛抵夏威夷。其中2架遭日軍攻擊損傷，另外10架則在攻擊行動中倖存下來。

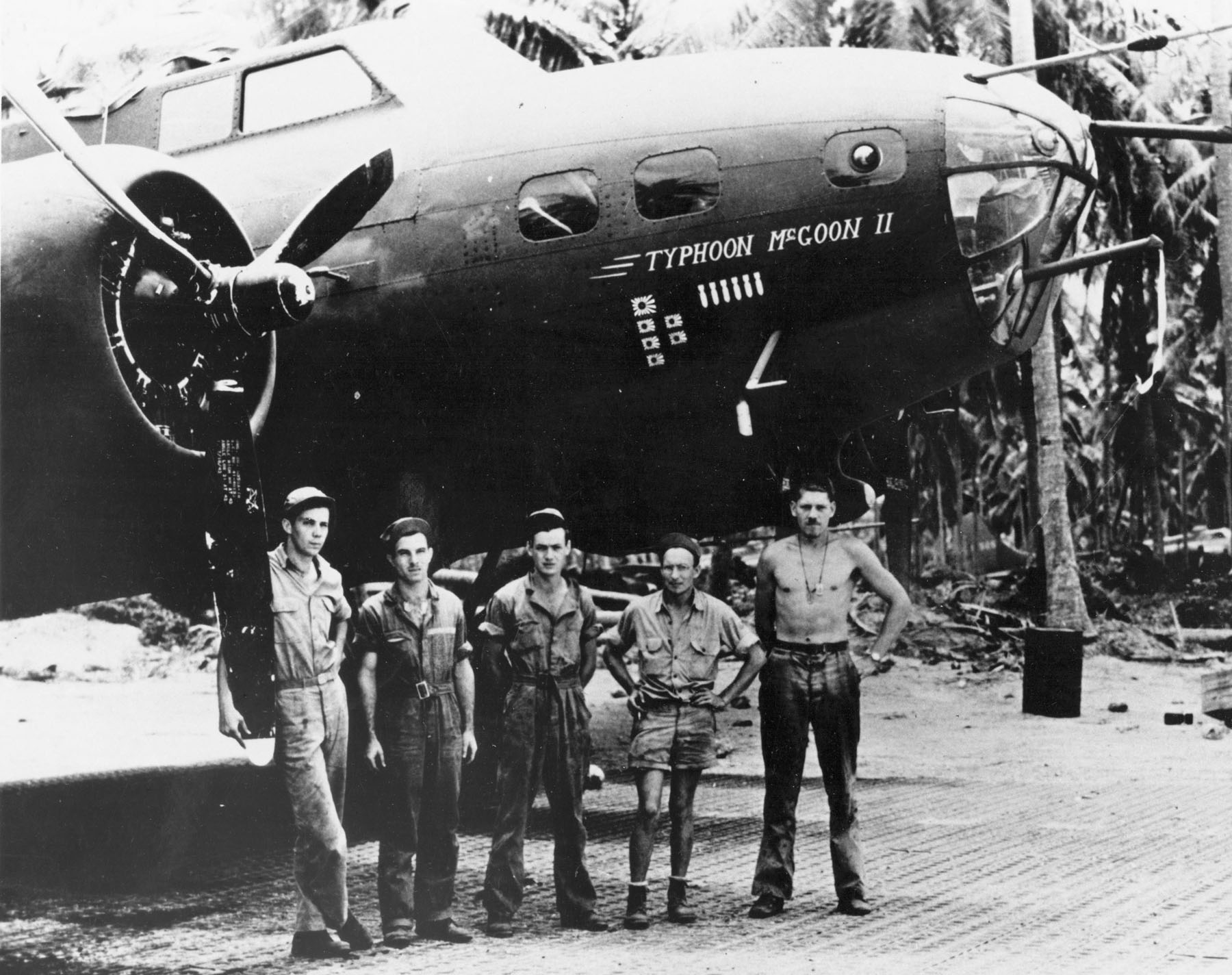
安裝用來追蹤船隻雷達的B-17E

除此之外，1941年位於克拉克空军基地的美國遠東空軍也擁有35架B-17轟炸機；戰爭部原本更打算增加該地的B-17至165架之多。當遠東空軍收到珍珠港受襲的電報後，刘易斯·H·布里尔顿將軍立刻決定將手上的轟炸機與戰鬥機都送出去執行巡邏任務，以免這些飛機在地面遭到日軍的奇襲。同時間，布里爾頓也打算組織手上的B-17對位於台灣的日軍機場襲擊，但該作戰計畫遭麥克阿瑟駁回。接下來，一連串的錯誤命令與錯誤的情報又嚴重遲緩了美軍對該地戰機下達命令的時機；因此當B-17轟炸機與護航的P-40終於準備起飛轟炸台灣時，飛臨機場上空的日本轟炸機確將之一網打盡。遠東空軍因此在開戰時刻即損失了他們一半的作戰飛機，並在接下來的幾天中失去了全部的空中力量。
B-17另一件在太平洋戰場早期的戰績發生於1941年12月10日。當日，消息謠傳科林·凱利駕駛一架B-17對榛名號戰艦發動自殺性的攻擊。日後則證實Kelly攻擊的目標是足柄號重巡洋艦，並且投下的炸彈並未直接命中目標。但這樣的消息在當時已讓柯林成為一位戰爭英雄。Kelly所駕駛的B-17C在攻擊行動中遭坂井三郎所擊中，雖然坂井本人在這次事件中認知到B-17的堅固與強韌，但最後該機仍墜毀於克拉克機場約6英哩處。在墜毀之前，Kelly極力的維持B-17的穩定飛行以讓他的成員跳傘逃生。他的努力最終讓他獲得了杰出服役十字勋章。
B-17在早期太平洋戰場上的表現可以說十分的糟糕，僅僅在珊瑚海海戰跟中途島之役上有些許的表現。在這兩場戰役中，第五航空队B-17被派去干擾日軍艦隊的戰列。然而，B-17所進行的高空轟炸卻使他的命中率低落到1%左右。不論如何，由於B-17飛行的高度遠高於大多數零戰所能抵達的高度，同時B-17的重武裝也讓日本沒有裝甲保護的戰機難以接近，而日本陸航的一式戰鬥機與海航的零式艦上戰鬥機二一、三二型也缺乏足夠的火力擊落B-17。
1943年3月2日，六架隸屬於64中隊的B-17前往新幾內亞外海攻擊日本運兵船隊，並在低空運用彈跳轟炸（Skip bombing）擊沉了3艘運輸艦。其中一架B-17被新不列顛起飛的零戰所擊落，該架零戰的飛行員更對跳傘逃生的機組成員進行掃射。接下來，13架B-17由較高的高度攻擊運輸船隊，並宣稱擊毀其中5艘船艦。
1942年9月，位於太平洋戰區的B-17數量達到高峰，共有168架B-17派駐於太平洋戰區；1942年中，美軍認為B-17並不適合太平洋戰區的環境，因此決定在B-24服役後在太平洋戰區以B-24取代B-17轟炸機。至此，大多數使用B-17的單位開始了新飛機的換裝。這項換裝一直持續到1943年中才完成，也結束了B-17在太平洋戰場的作戰生涯。自太平洋戰場上生還的B-17被交付給第54空降大隊的特殊空投單位，用於空投鄰近敵軍的地面部隊補給品之用。

### 自我防衛

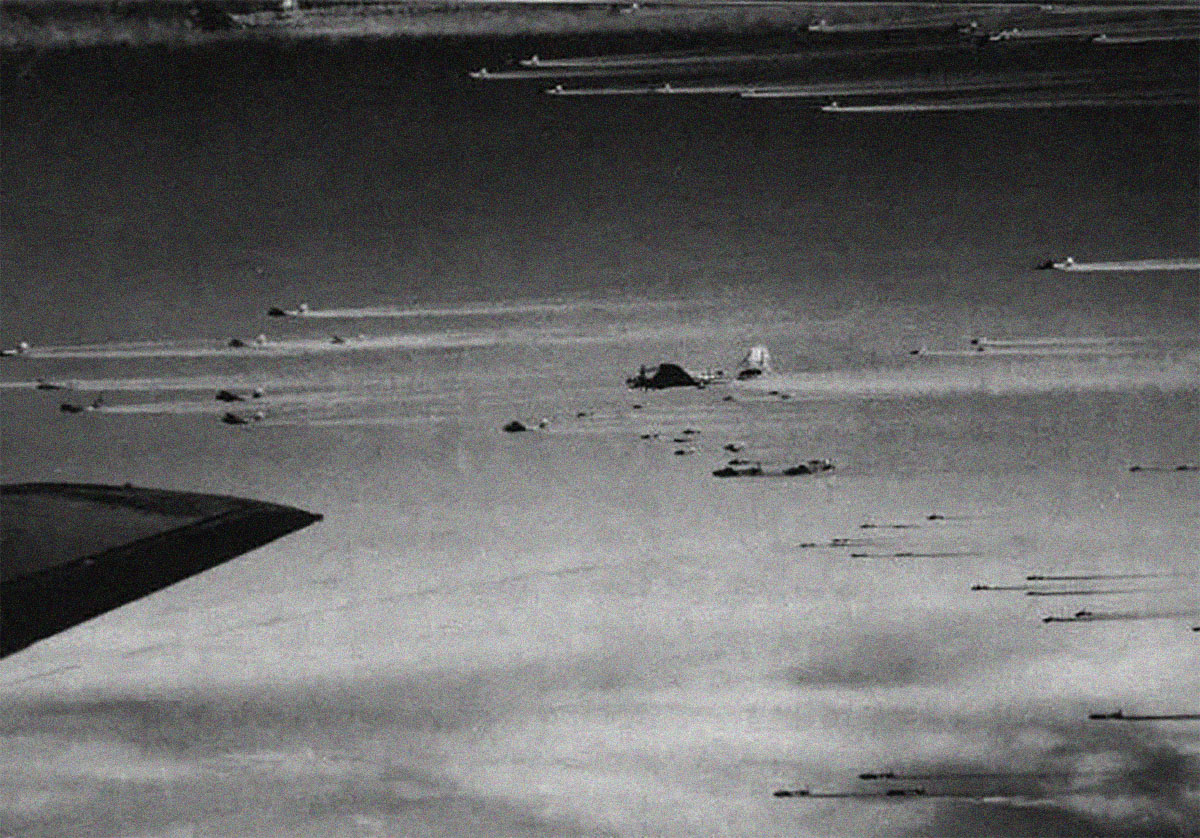
B-17大編隊的一部分

在長距離護航戰機出現以前，B-17在歐陸上空僅僅能依賴他所裝備的.50 M2機槍進行自我防衛。當戰爭變得越來越激烈之時，波音採納了飛行人員的意見在新推出的B-17機型上不斷的改良並增加防衛火力及裝甲。B-17上的機槍數量不斷增加，從B-17C型的四挺.50機槍跟一挺.30機槍，增加到B-17G所裝備的13挺.50機槍。雖然如此，但由於轟炸機本身過於笨重，不適合空中機動；且在最後投彈時需要維持穩定的直線飛行，單獨的B-17在面對德國空軍的攻擊時仍顯得力不從心。

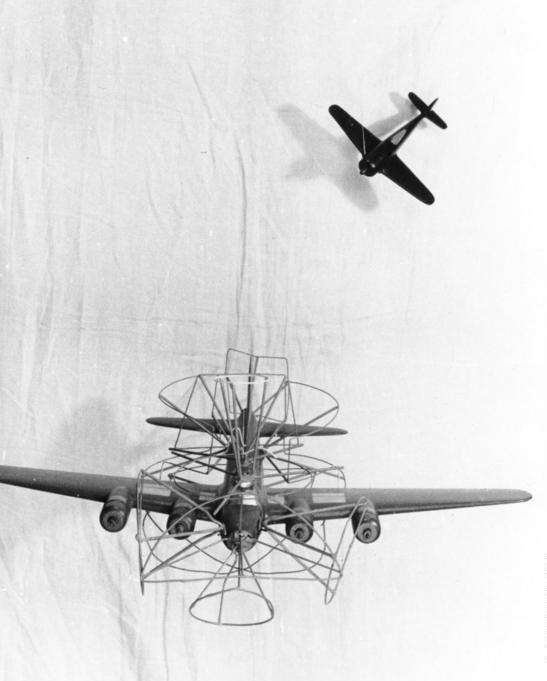
德國用來訓練駕駛員如何攻擊B-17的模型

一份1943年由陸軍航空兵團所做的調查顯示，超過半數被德軍擊落的轟炸機都是在脫離主要編隊的情形下被擊落。為了降低這種狀況，美軍發展了群體轟炸編隊的新模式，採用交错立體的菱形防御方阵，讓每一架B-17都能被涵蓋在其他B-17的火力之中。此舉使攻擊重轟炸機編隊成為一個十分危險的事情。德國空軍的戰機駕駛員（又稱做飛行員獵人）認為攻擊B-17的自衛編隊就像是面對會飛的豪豬一般。相對的，此種密集的防護編隊也意味著所有的轟炸機都得維持相同的飛行方向，因此其中的每一架飛機都無法做出空中機動動作；這使B-17編隊成為德國對空火砲極為容易得手的目標。此外，德國空軍也很快的發展出高速俯衝攻擊的策略來對付B-17的火力編隊，以減小面對B-17火力網的威脅。
所以在諸多此般努力之後，B-17的早期任務損失率仍然居高不下，甚至在某些任務中達到25%之多（291架參與施韦因富特第二次空襲的B-17中有60架遭到擊落）。這種慘痛的損失一直持續到長距離護航戰機的出現為止。尤其是北美P-51戰機的突出表現，讓德國空軍的攔截網於1944年2月到6月間大幅衰退，也讓B-17能充分發揮他的戰略潛能。

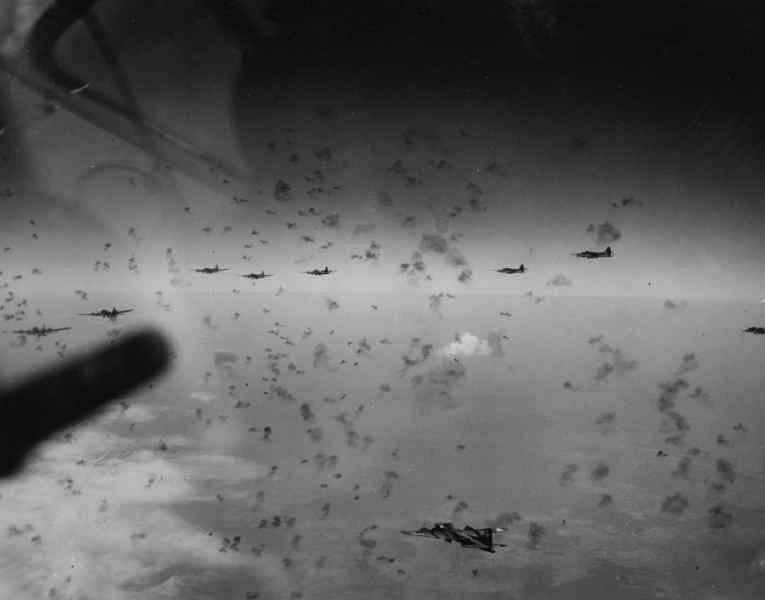
穿過密集防空火砲的B-17編隊

B-17另一項令人注目的特點就是他對於戰鬥損傷的強韌耐性。許多B-17在負傷之後仍能抵達目標攻擊並安全返回出發基地。一位服役於第八航空隊的B-17駕駛員（Wally Hoffman）表示"這架飛機就算在敵火下快散成碎片了仍能帶我們回家.."。另外一個著名的例子則是一架B-17在與德國Fw 190戰鬥機相撞之後，在失去一具發動機、並且重傷右舷水平与垂直尾翼的局面下仍能安返基地。這種強韌的表現大大的替B-17加分，使得這架航程與載彈量皆不及B-24轟炸機及蘭開斯特轟炸機的飛機仍獲得使用者的高度評價。同時他的龐大生產量與轟炸表現也讓B-17在歐洲戰場上留名青史。

### 德國空軍

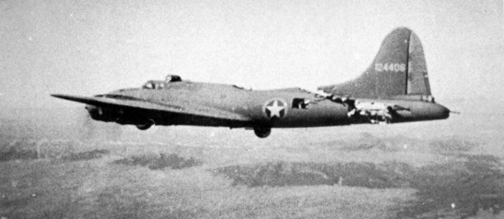
1943年1月，在北非突尼斯戰場上空的一架嚴重受損卻仍在飛行的美國航空隊414大隊的B-17F。這架飛機在空中與一架Bf 109相撞，垂尾段嚴重受損，但最後仍平安的回到出發地，且機上成員並未受到嚴重的損傷，機身編號為124406

在檢視過被擊落的B-17與B-24轟炸機之後，德國空軍的軍官發現要擊落一架重轟炸機大約需要20發20公厘機砲的砲彈自後方擊中目標才行。但同時，德國飛行員平均的擊中率僅僅約2%左右，因此要累積20發的命中彈，一個飛行員需要發射1000發的20公厘砲彈。由於早期的Fw 190戰機僅裝備兩具20公厘的MG FF機砲，並搭載約500發彈藥。因此要從後方擊落B-17變成一件極為困難的事情。然而德國駕駛員也發現B-17的機鼻處防禦火力較弱，並且僅僅需要4到5發命中彈即可擊落B-17。因此為了彌補Fw 190原本的缺點，德國將Fw 190的機砲數量加倍，並且相應的提高彈藥攜行量。在1944年時，德國更開始改用MK 108 30公厘機砲，使駕駛員僅需幾發命中彈即可擊落美軍的轟炸機。

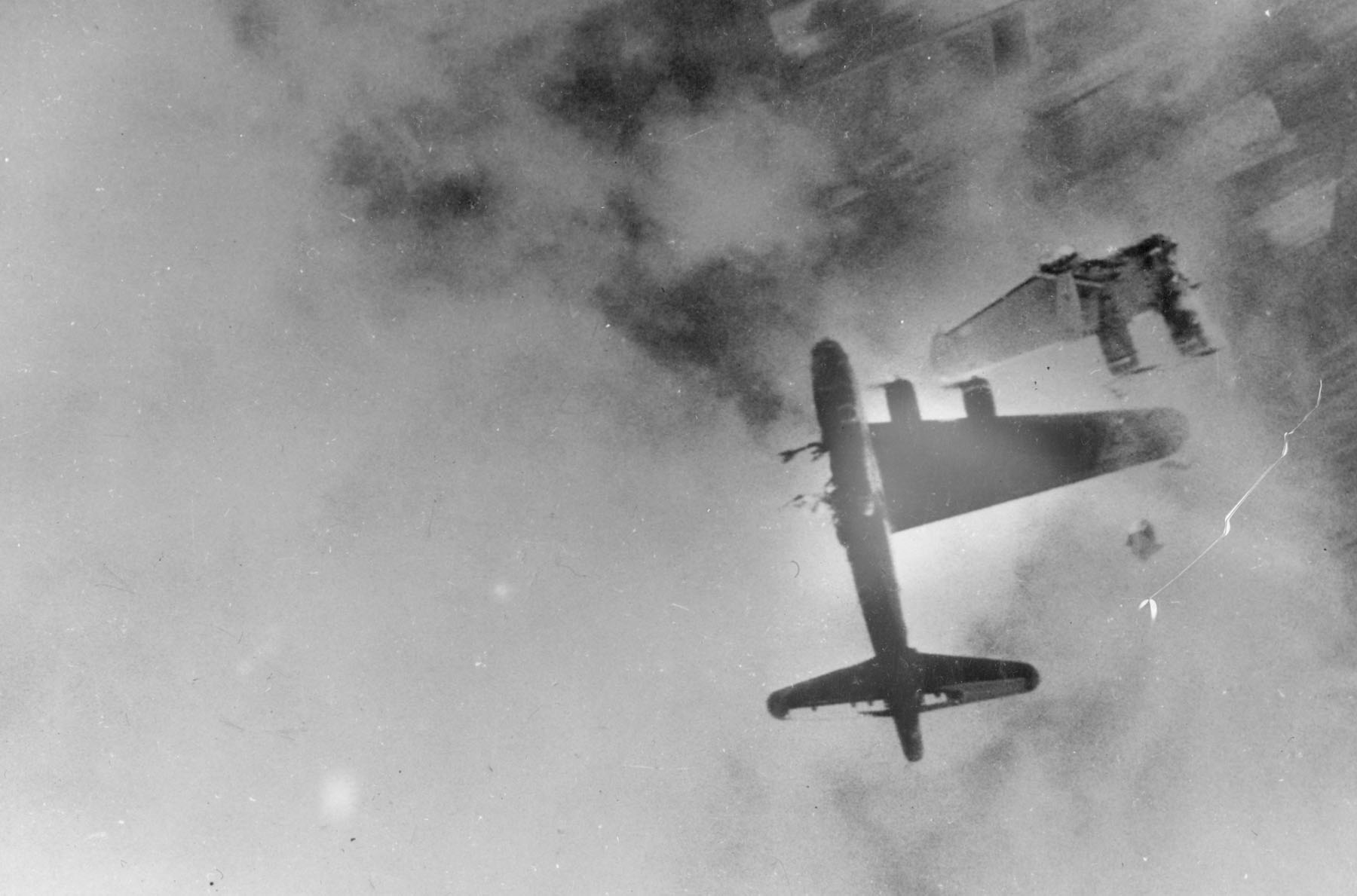
一架被德軍重型高砲直接命中的B-17G，其左側機翼被直接炸斷

1943年8月中，德軍更引進Wfr. Gr. 21空對空火箭來強化對抗B-17的能力。在改裝過後，一架單引擎的戰機能於兩邊機翼下各攜帶一枚火箭。少數的Bf 110雙引擎日間戰機則可攜帶四枚。然而，由於該型火箭的彈道軌跡成弧形，並且僅有少量戰機配備此種武裝，此種空對空火箭從未對B-17的密集編隊產生嚴重的威脅。德國空軍也曾嘗試在雙引擎戰機上安裝大口徑火砲（如75公厘加農砲）來對付重型轟炸機，如Ju 88P跟Me 410；但相關的嘗試也沒有成功的對美軍的戰略轟炸產生影響。Me 262的出現則對B-17轟炸機產生不小的威脅。他在機鼻所裝配的MK 108 30公厘機砲，與後期少數裝配的R4M火箭讓Me 262能在B-17機群的自衛火網外即開始攻擊，並僅需要一發命中即可重創轟炸機。

### 德國所俘虜的B-17
在二戰歐洲戰場中，大約有40架B-17因為失事落地或被強迫降落而遭德軍俘虜並修復使用。其中約有12架被漆上德軍與納粹的符號重返天空。有些被俘虜的B-17被用作測試B-17的弱點與訓練飛行員攻擊之用，其他的則被空軍航空特戰聯隊（Kampfgeschwader 200)做為長程運輸機使用。這些B-17運輸機大多用來補給位於中東與北非的特殊單位，因為沒有其他德國的飛機能比B-17更加適合負擔如此之任務。雖然如此，德軍從未試圖用這些B-17來混淆盟軍的空防。因此所有的德國B-17運輸機都一直使用德國空軍的標誌與編號。有一些被俘虜的B-17仍然保持原本盟軍的塗裝以用來混入B-17轟炸編隊之中。他們的目的是提供德國空軍更精確的B-17轟炸機位置，以導引空中攔截戰機。此類作戰一開始獲得了些許成功，但盟軍很快的就發展了一套標準辨別程序，一旦發現不屬於原有編隊中的B-17即會對該不明飛機進行攻擊。

### 蘇聯的B-17轟炸機
雖然美國並沒有在它的戰爭資源協助計畫中提供蘇聯B-17轟炸機，但蘇聯空軍由其他管道獲得了至少73架B-17轟炸機。這些轟炸機多半是因為在穿越轟炸任務中因機械故障原因、或遭德國空軍擊傷而迫降在波尔塔瓦地區。蘇聯至少將其中23架回復至飛行狀態，並交付第890轟炸團使用，然而這些B-17從未在戰場上出現過。1946年該團移動到喀山地區以協助蘇聯複製B-29轟炸機之用。

### 日本虜獲的B-17

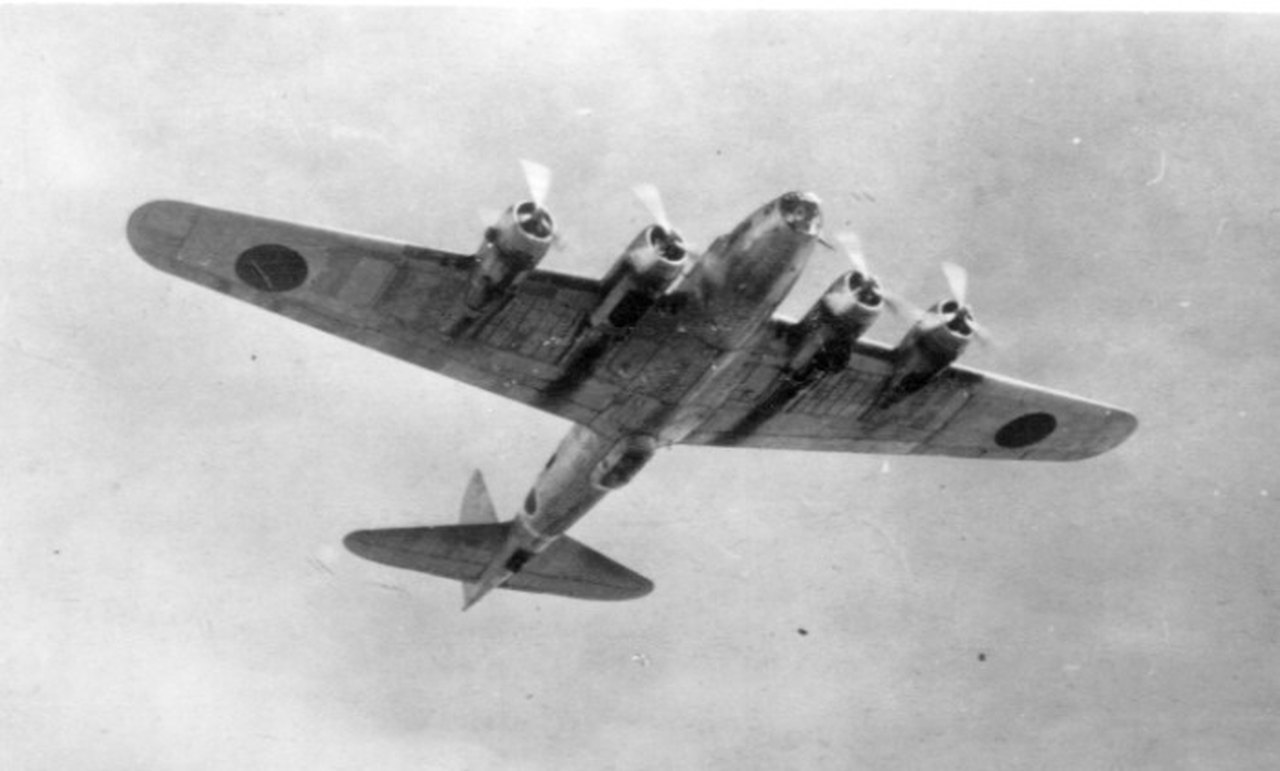
日本自菲律賓虜獲的B-17轟炸機

日本至少在占領菲律賓與荷屬東印度地區的過程中得到部分毀損的B-17，日本工程師修復了1架D型、2架E型，同時修復機上的諾頓轟炸瞄準儀，這3架B-17後續皆運回日本本土進行飛行評估。日本評估D型較為落伍，而利用2架E型測試發展對抗B-17的戰術之用。有趣的是中島重工技術人員參考B-17內部結構和自行研制十七試大型陸上攻撃機。
美國在戰爭期間對日本本土的偵照曾有拍攝到它們的行蹤，但是美軍未有意識到這是修復的B-17。戰後，美軍進駐日本本土並未發現它們，盟軍推測可能是戰爭末期被解體廢棄。

### 戰後歲月

#### 美國空軍
二次世界大戰結束之後，B-17很快的退出現役轟炸機的行列。大多數自歐洲返回的B-17都被出售，面臨解體或是熔解的命運；少量幸運被留下來的B-17則大多轉做行政專機、海上搜救與空中偵查之用。1946年美國新成立的戰略空軍司令部在1946至1949年使用B-17（編號為F-9，後來改為RB-17）做為空中偵查機。1947年當美國空軍自陸軍中獨立後，大多數的B-17都被轉移至新成立的空軍手上。
在空軍時代，這些B-17大多被當作空中海上搜救機使用。把B-17改裝以攜帶救生艇的發展始於1943年，但直到1945年2月後這種海上救難機才在歐洲戰場上開始服役。在太平洋戰場上，這型B-17也被用來救援B-29的機組人員。一共有130架左右的B-17轟炸機被付與此類的任務，一開始它們的編號是B-17H，後來則改為SB-17G；其中一些SB-17仍保有機上原本裝備之武裝，好在戰鬥區域搜救時能夠有最基本的自保能力。在二次世界大戰後，SB-17不但參加過韓戰，更一直在美國空軍中服役到1950年代中期為止。
1946年，一些自二戰後即失去舞臺的B-17被改裝為無人飛機，負擔十字路口行动核彈試爆中的空中採樣任務。由於這些B-17上沒有操作人員，它們有能力在非常靠近蘑菇雲的區域採樣，甚至直接穿越蘑菇雲的區域。在十字路口行動獲得成功之後，更多的B-17被改裝成為無人機，或是無人機控制母機以做為核彈試爆觀測之用。這些飛機也被當作是地對空飛彈與空對空飛彈的靶機使用。大約有107架B-17被改裝為無人遙控機；1959年8月6日，美國空軍最後一次使用B-17轟炸機做為AIM-4空對空飛彈測試的標靶。7天後，B-17機隊正式自美國空軍中除役。

#### 美國海軍與海岸巡防隊

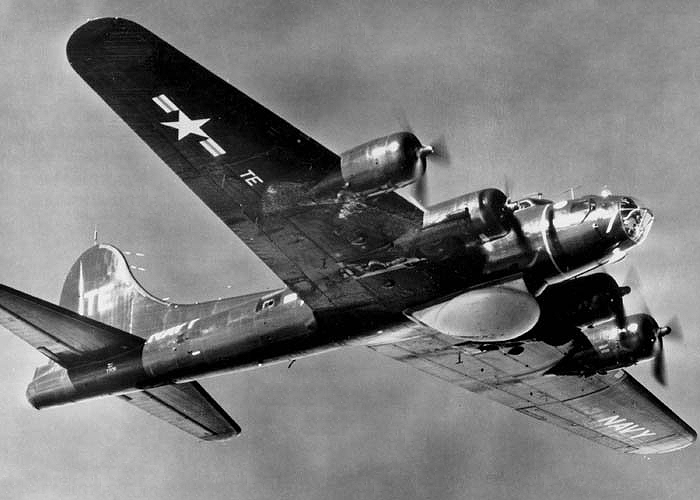
美國海軍搭載AN/APS-20雷達的B-17G。這也是世界上第一台空中預警機

自二次世界大戰的最後一年到戰後不久的時間中，美國海軍自陸軍航空軍獲得了48架B-17轟炸機做為海上巡邏與搜救之用。其中最初的兩架B-17被用來做為技術發展之用。在1945年7月31日，這些海軍所操作的B-17被改稱PB-1，繼承了1925年波音Model 50飛船的原本編號。
32架B-17G被海軍改裝為PB-1W空中預警機使用（-W代表預警機）。PB-1W在機腹下安裝了一具S波段的AN/APS-20雷達，並且安裝了額外的油箱以延長航程。最初海軍選定以B-17做為改裝平台是因為相中該型機的防衛火力，但這些機槍在後來也皆被撤除。這些PB-1W皆被漆成深藍色—自1944年底起海軍的標準塗裝色彩--。歸功於它所攜帶的APS-20雷達，PB-1W成功的扮演了空中預警機的角色。PB-1W在美國海軍服役至1955年為止，並逐漸的為洛克希德的WV-2（即美國空軍的EC-121）所取代。
1945年7月，16架B-17從海軍被移交給海岸巡防隊使用，並在1946年7月改編號為PB-1G。海岸巡防隊的PB-1G大多駐守於美國本土與紐芬蘭地區，做為空海搜救，海上冰山監測及空中偵照使用。PB-1G通常在機腹下攜帶空投救生艇做為搜救使用；海岸巡防隊使用PB-1G一直到1959年10月為止。

### 特殊作戰任務
部分自軍方除役的B-17轟炸機在戰後被交給由CIA所成立外圍組織所操作，執行祕密的情報任務。這些組織包括民航空運公司CAT）、美洲空運（Air America）及山區航空（Intermountain Aviation）等公司。B-17大多被這些組織運用於在中國境內空投情報員之用。此類任務多由中華民國籍的組員擔任飛行任務，並從台灣西部各地機場出發。一共有四架B-17在執行任務之中被中共解放軍擊落，機上人員大多罹難與被俘。
這些B-17執行任務的範圍廣達中國西藏地區。1957年，數架B-17被撤除武裝，並改為全黑塗裝，在9月中自台灣飛抵克拉克空軍基地。並從該地出發前往西藏地區執行任務。其中兩次進入西藏地區的任務系由一架B-17G（44-85531)執行。
1962年，美國一架B-17（N809Z）擔綱執行冷足行動（Operation Coldfeet），飛抵蘇聯於北極圈內一處廢棄的浮冰觀測站（NP 8），並空投兩名調查員進行調查工作。數日之後，同架B-17再度飛臨廢棄觀測站上空，並以天鉤系統回收這兩名調查員。1965年，安裝天鉤系統的同一架B-17也出現在007系列電影霹靂彈之中。目前這架飛機被展示於美國奧勒岡州的長青航太博物館之中，並已回復原本的B-17G配置。

## 使用國家

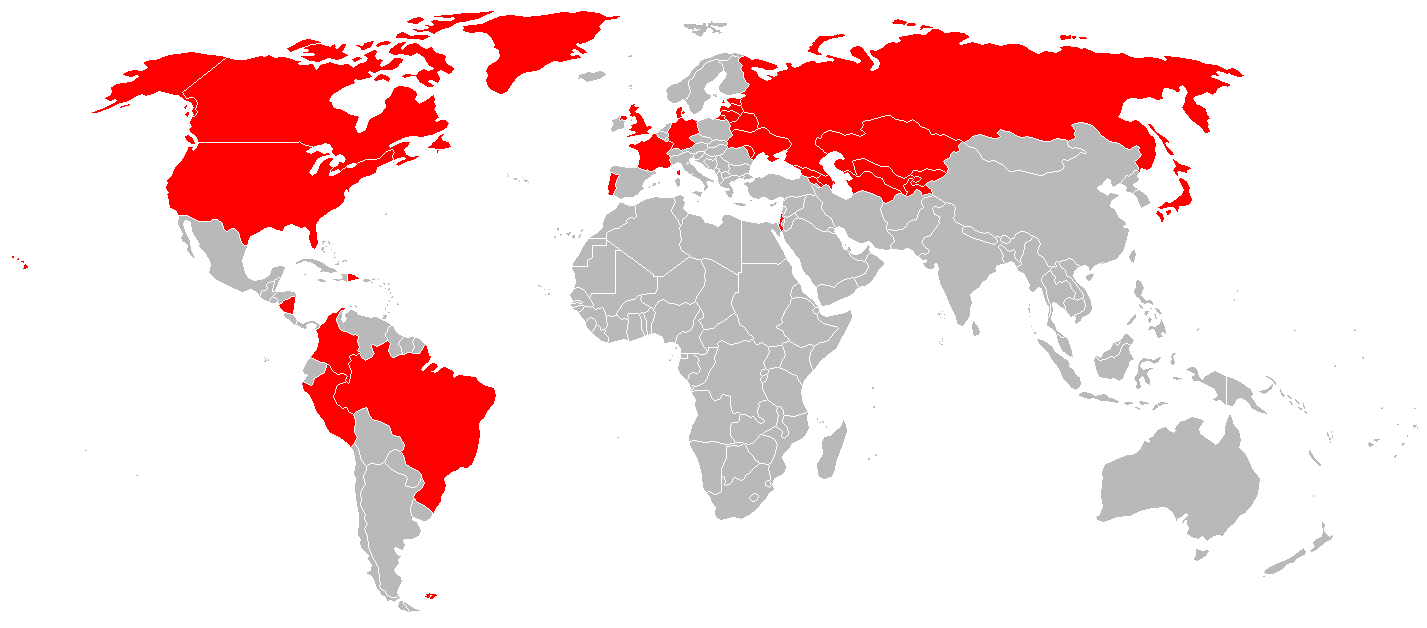
曾經使用過B-17轟炸機做為軍用飛機的國家

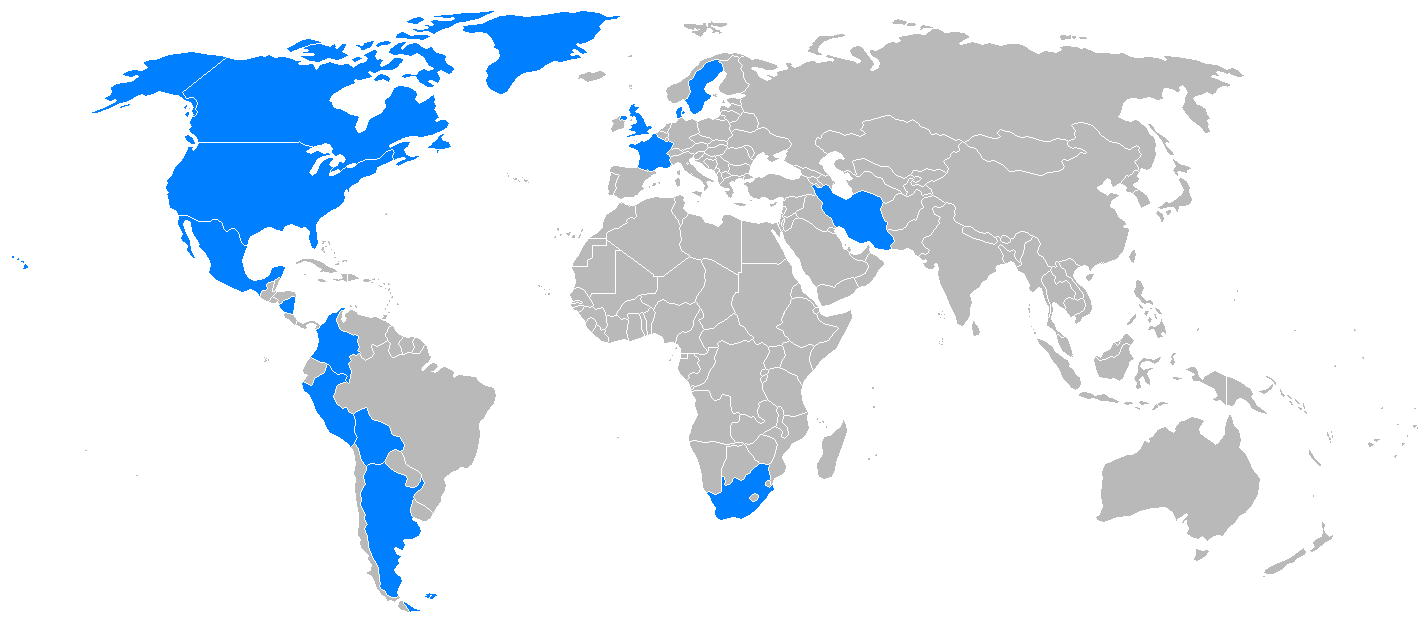
曾經使用過B-17轟炸機做為民用飛機的國家

B-17是一種多功能的大型飛機，美國在二次世界大戰中曾經將B-17部屬於12個不同的單位之中；英國也將B-17投入在轟炸任務以外的任務之中。由於它的航程與籌載皆遜於其他機型（如B-24），因此B-17僅在歐陸戰場被大量的使用。在需要較長航程的太平洋戰場上，B-17的表現就沒有那麼出色。B-17在美國陸航的數量達到頂峰時曾有4,574架，但戰後此數量即迅速減少。
- 阿根廷
- 玻利维亚
- 巴西
- 加拿大
- 哥伦比亚
- 丹麦
- 法國
- 納粹德國
- 伊朗
- 沙烏地阿拉伯
- 以色列
- 日本
- 墨西哥
- 尼加拉瓜
- 秘魯
- 葡萄牙
- 南非
- 中華民國(歸CIA所有)
- 苏联
- 瑞典
- 英国
- 美国

## 武裝和載彈量
- 0.5吋口徑（12.7毫米）白朗寧M2重機槍（包括單一式及雙聯裝機槍塔）X15
- 0.3吋口徑機槍（A/B/C/D 型安裝在機尾，機鼻）

為了避免德軍飛行員以幾發子彈就重創一架B-17，自D型開始，機鼻架設的50機槍或是30機槍。B-17轟炸機是二戰盟軍四發轟炸機中武裝最多，裝甲也最厚的（起碼比後來的B-25、B-26還厚）
- 炸彈及其他投擲式彈藥：

短程(<400英里)，8000磅。長程(>=800英里)，4500磅。特殊裝載，17600磅
- - 通常炸彈裝配：
    - 350磅炸彈、500磅炸彈、魚雷、高爆炸彈（不常）、深水炸彈（對潛）、750磅炸彈、火箭彈、燒夷彈、其他輕磅炸彈。

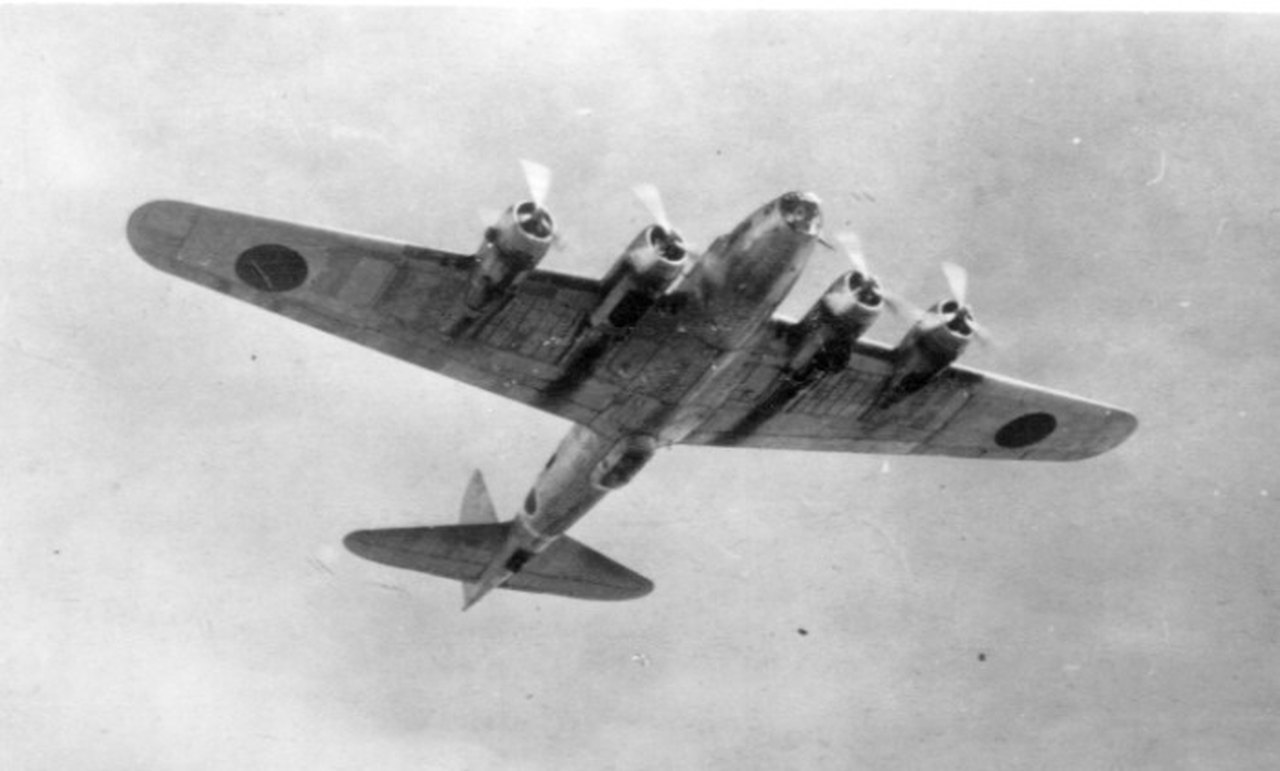
二戰中一架在菲律賓被日軍擄獲的B-17漆上日軍塗裝
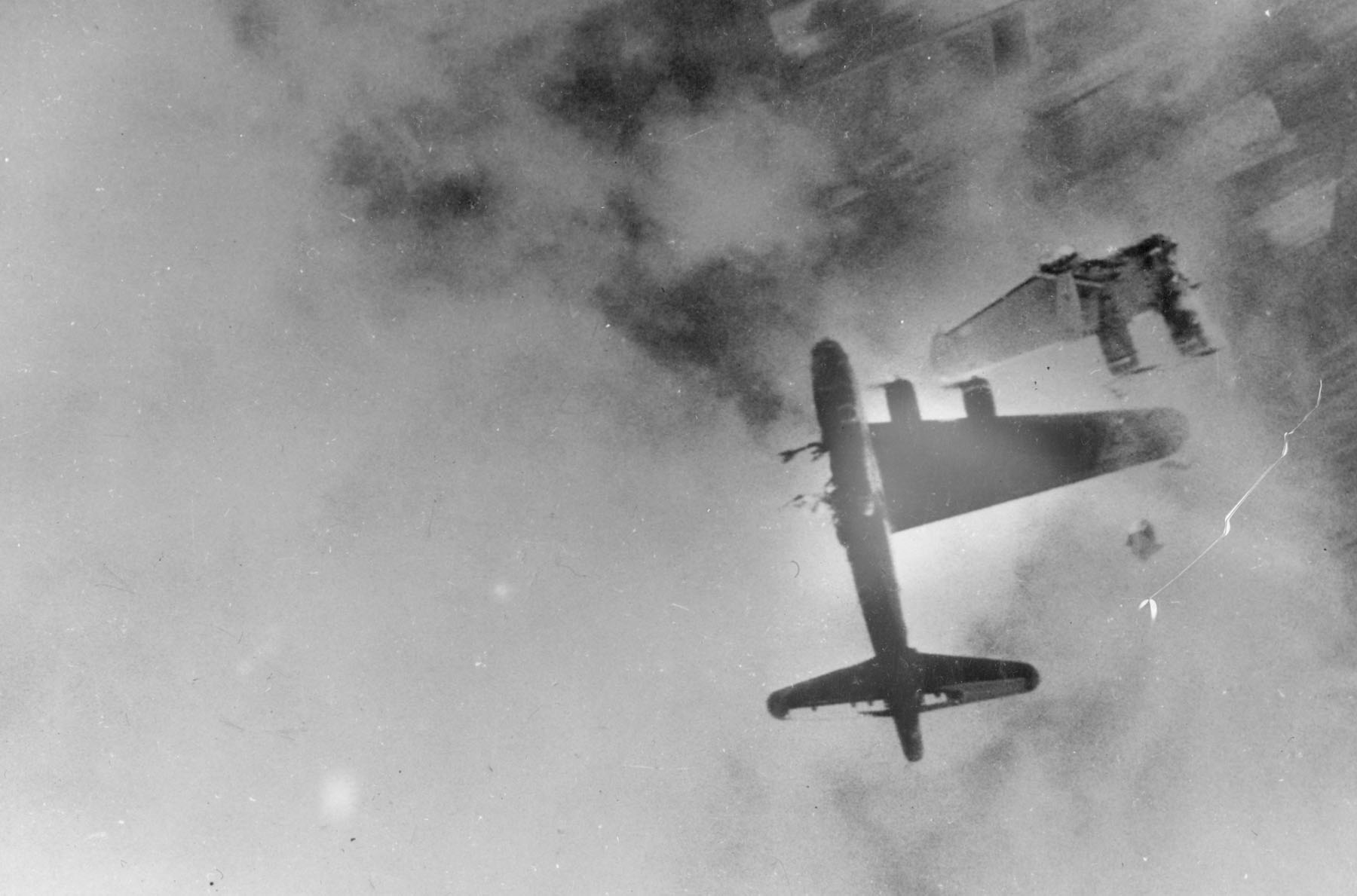
二戰中"Wee Willie", 322d BS, 91st BG號機被防空炮火擊中的瞬間
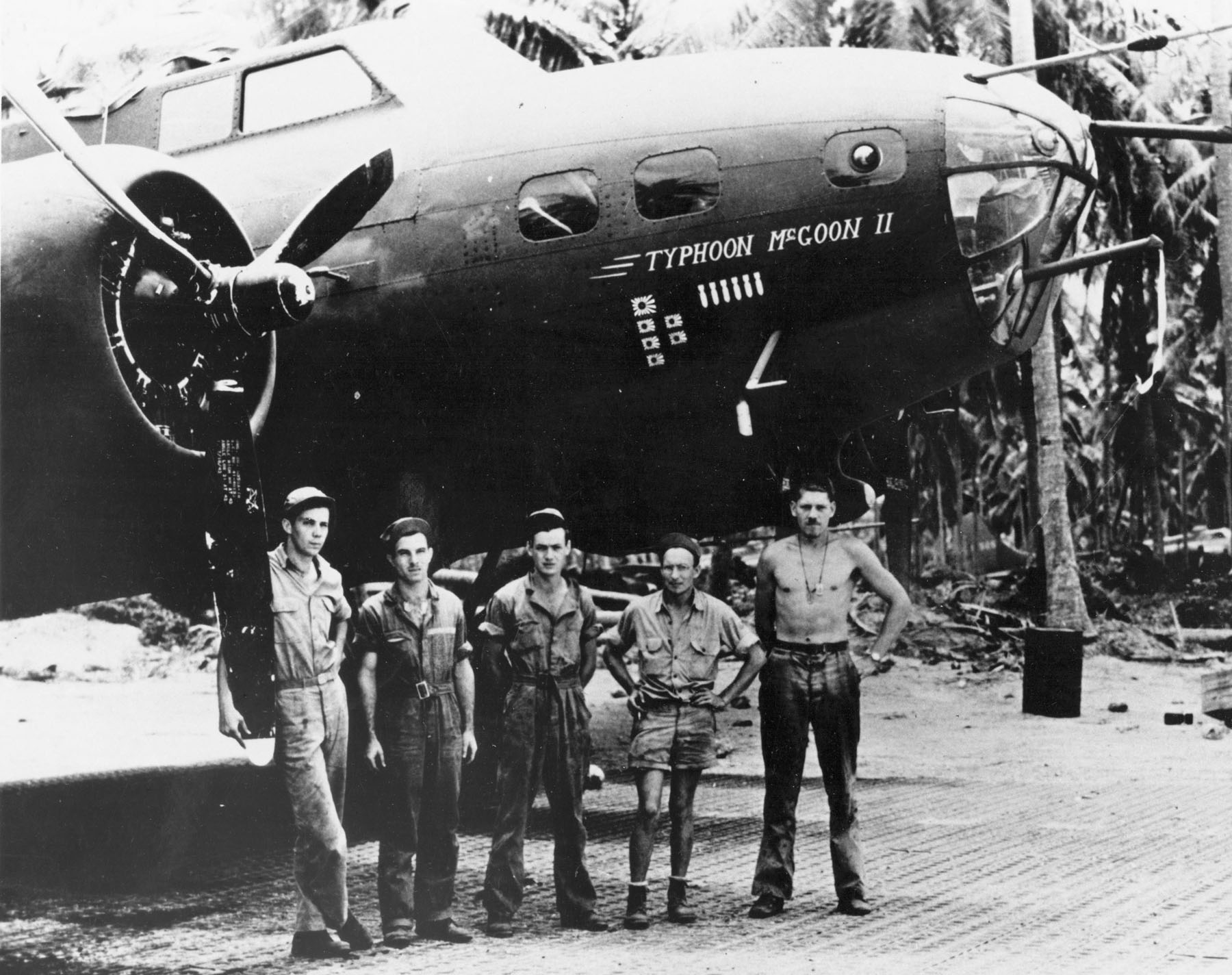
1943年Typhoon McGoon II機的機員
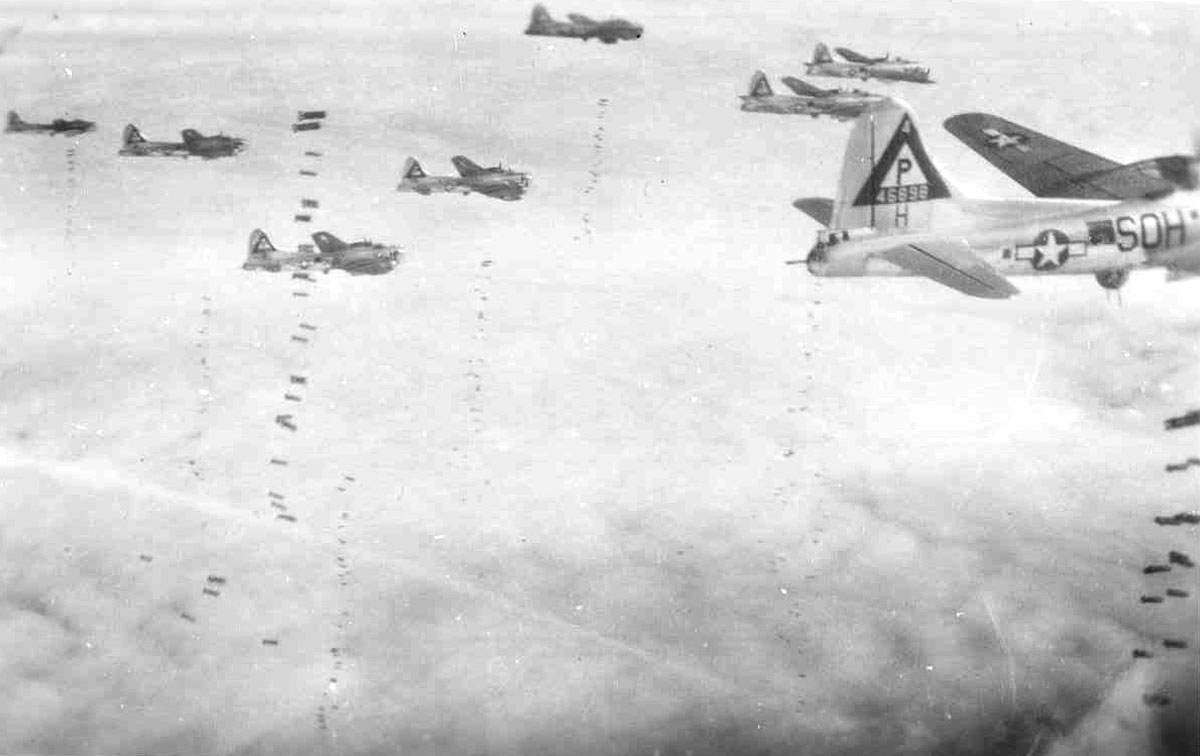
二戰中384轟炸隊的投彈
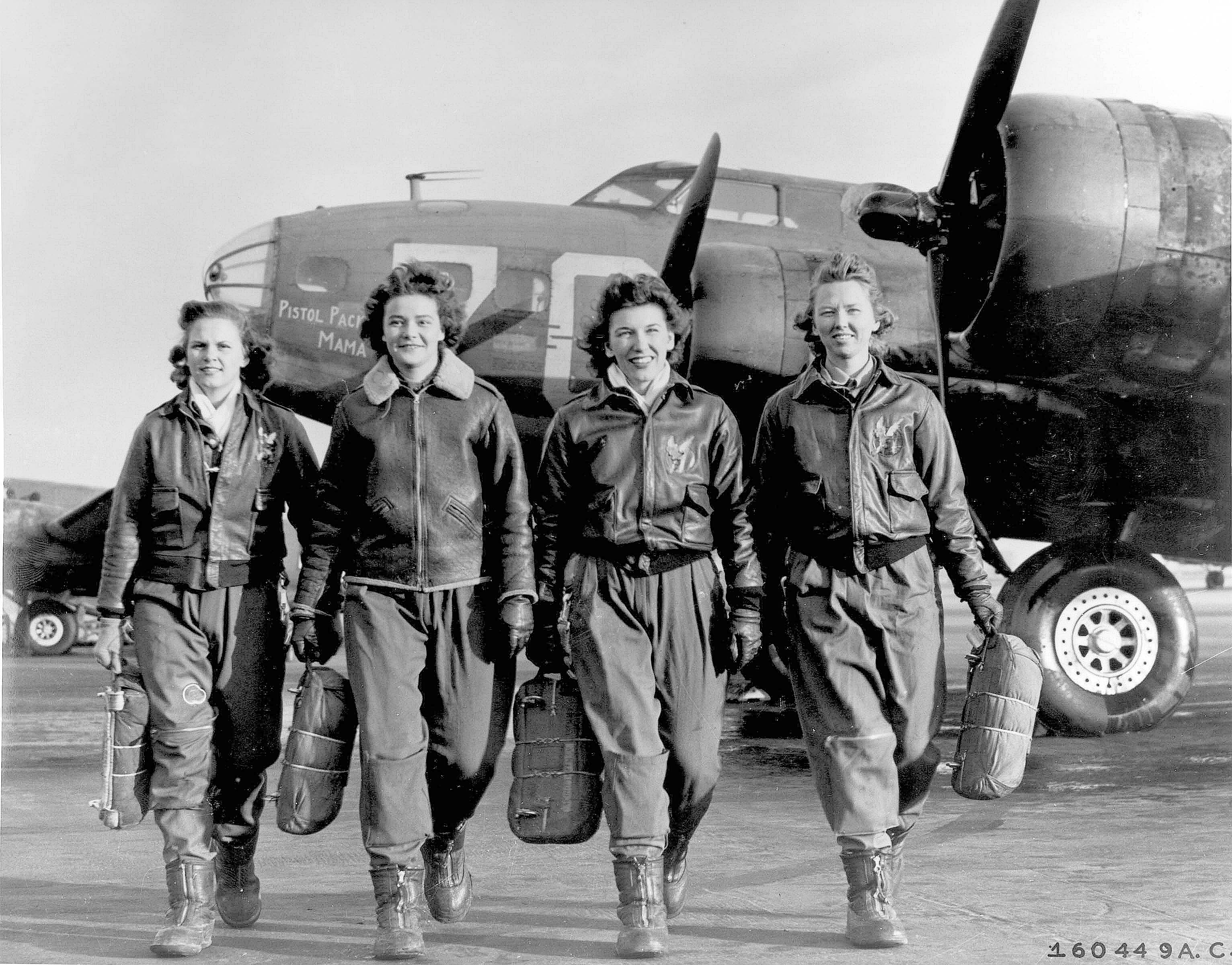
二戰Pistol Packin' Mama號的女機員
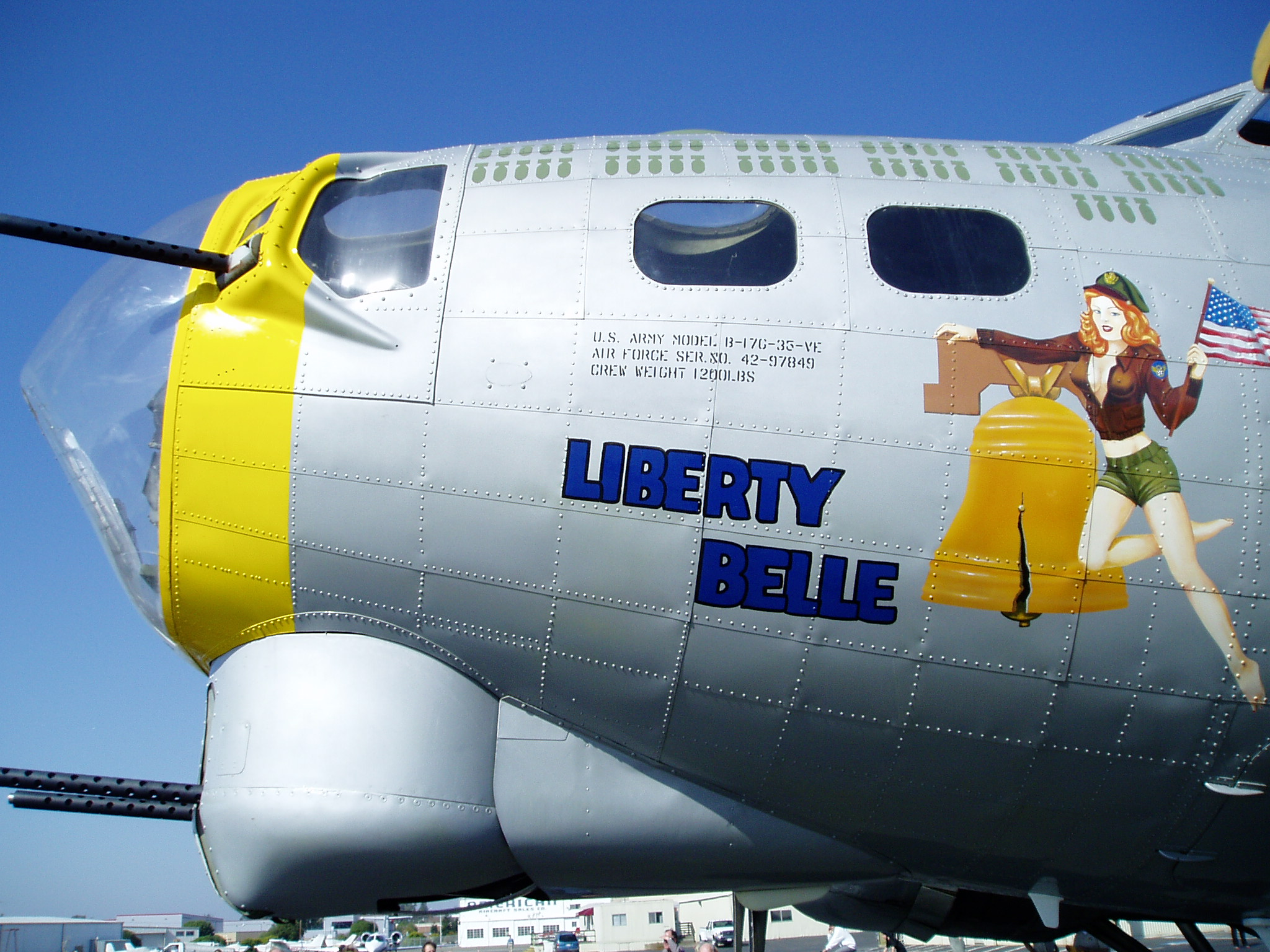
2012年一架保存機
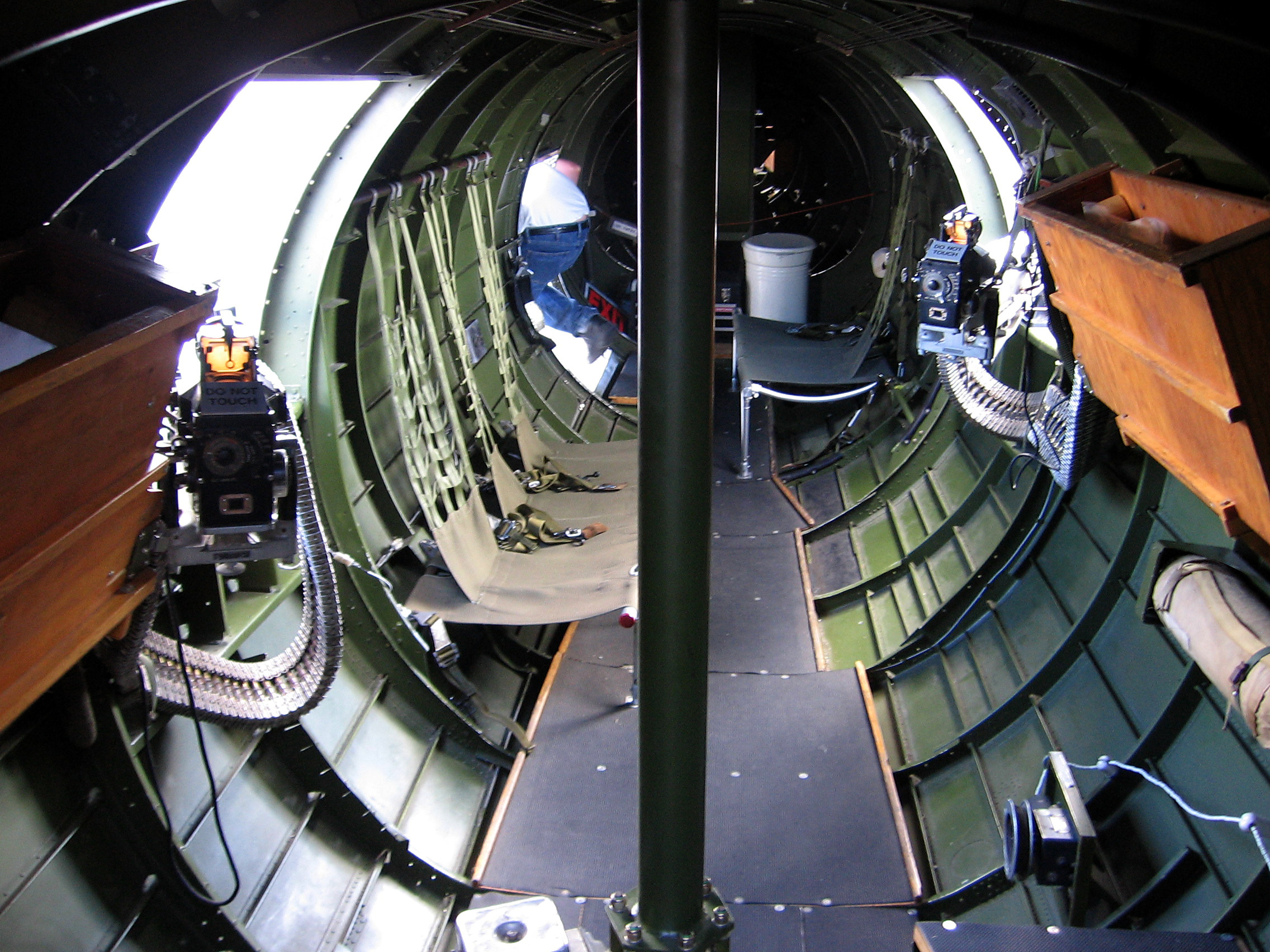
後段座艙
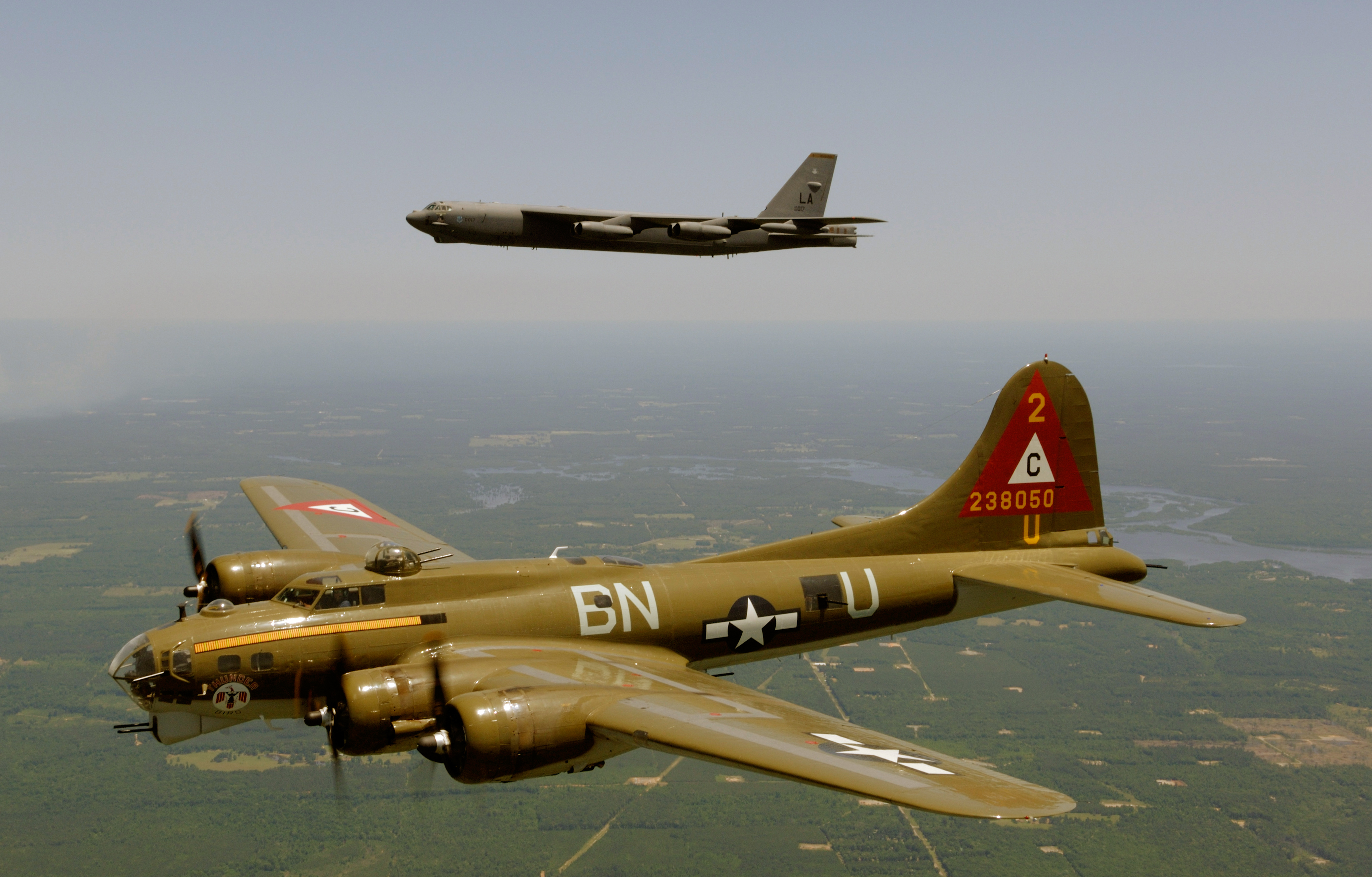
2006年一次紀念性飛行中一架B-17伴隨一架B-52同溫層堡壘轟炸機並肩飛行
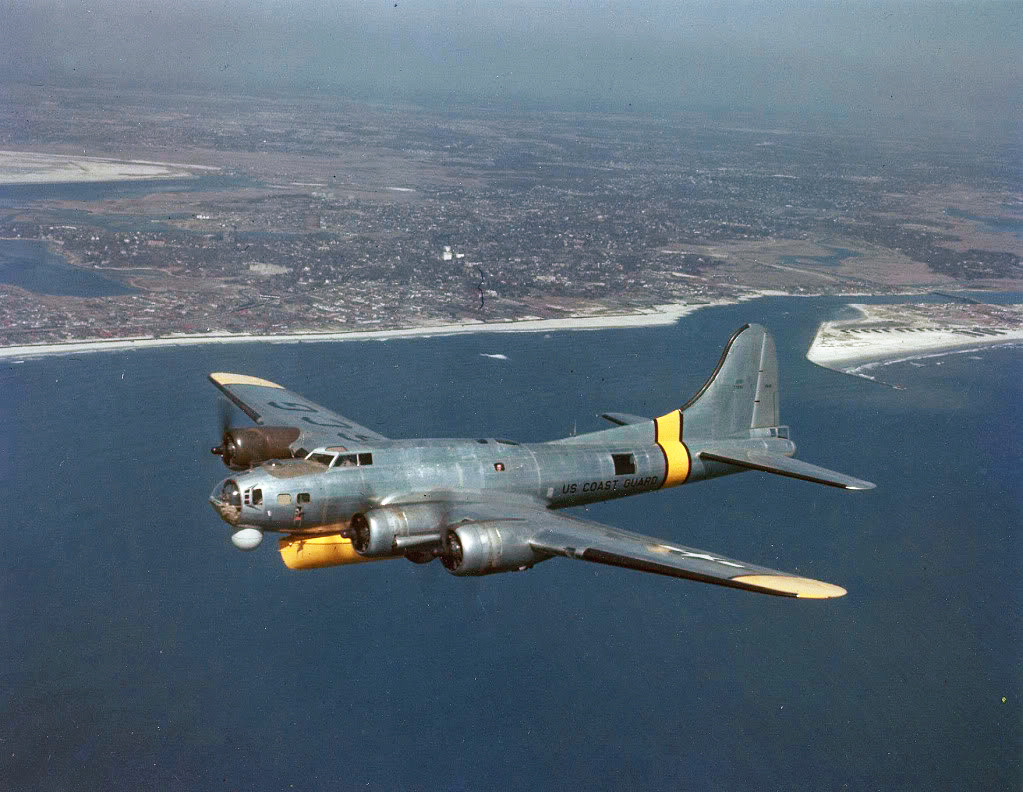
戰後做為空投橡皮艇的救援機

### 引用
1. ↑  Boeing Model 299 (B-17 Flying Fortress)". The Encyclopedia of World Aircraft (1). (1997). Ed. David Donald. Etobicoke, Ontario, Canada: Prospero Books. p. 155. ISBN 978-1-85605-375-4
2. ↑  . Arizona Wing CAF Museum.   [16 January 2007]. （原始内容存档于2007年2月2日）. describes in detail the various positions and their related duties. The Boeing Pilot Manual also describes duties.
3. 1 2 3  "The Boeing Logbook: 1933–1938." （页面存档备份，存于） Boeing. 於2006年12月18日查閱
4. ↑  Yenne, Bill. B-17 at War. St Paul, Minnesota: Zenith Imprint, 2006.ISBN 978-0-7603-2522-3. p. 8.
5. 1 2  Bowers, Peter M. . Granada Hills, California: Sentry Books Inc. 1976. ISBN 0-913194-04-2.
6. ↑  Carey, Brian Todd. Operation Pointblank: Evolution of Allied Air Doctrine During World War II.. （页面存档备份，存于） historynet.com, 12 June 2006.
7. ↑  Johnsen, 2006 The Making of an Iconic Bomber （页面存档备份，存于）, airforce-magazine.com
8. ↑  Yenne, Bill. B-17 at War. St Paul, Minnesota: Zenith Imprint, 2006.ISBN 978-0-7603-2522-3. p. 46.
9. ↑  Tate 1998, p. 164.
10. ↑  Swanborough and Bowers 1963, p. 74.
11. ↑  Hess and Winchester Wings of Fame 1997, p. 41.
12. ↑  Bowers 1989, pp. 291–292.
13. ↑  Salecker 2001, p. 46.
14. ↑  Yenne 2006, p. 12.
15. ↑  "Army's Biggest Bomber Has Rotating Nose." （页面存档备份，存于） Popular Science Monthly, August 1937.
16. ↑  .   [2012-08-21]. （原始内容存档于2013-11-02）.
17. ↑  Zamzow 2008, p. 33.
18. 1 2  Tate 1998, p. 165.
19. 1 2 3  Zamzow 2008, p. 34.
20. ↑  "Model 299 Crash, 15 November 1935." （页面存档备份，存于）   Retrieved: 16 January 2007.
21. ↑  Schamel, John. "How the Pilot's Checklist Came About." （页面存档备份，存于） Flight Service History. Retrieved: 22 May 2010.
22. ↑  Salecker 2001, p. 48.
23. ↑  Francillon 1979, pp. 201–202.
24. 1 2 3  Meilinger, Phillip S. "When the Fortress Went Down." （页面存档备份，存于）  Air Force Magazine (Air Force Association), Volume 87, Issue 9, October 2004. Retrieved 22 May 2010.
25. ↑  Swanborough and Bowers 1963, p. 75.
26. ↑  Schamel, John "How the Pilot's Checklist Came About." （页面存档备份，存于） Flight Service History. Retrieved: 22 May 2010.
27. 1 2  Bowers 1989, p. 293–294.
28. 1 2  Wixley 1998, p. 23.
29. ↑  "Boeing B-17B." （页面存档备份，存于） National Museum of the United States Air Force. Retrieved: 9 January 2007.
30. ↑  Ethell, Jeff. "Our Still-Flying Fortress." （页面存档备份，存于） Popular Mechanics, Volume 162, Issue 1, January 1985, pp. 124–129.
31. ↑  Serling 1992, p. 55.
32. ↑  Yenne 2006, p. 6.
33. ↑  Bowers 1989, p. 292.
34. ↑  Donald 1997, p. 155.
35. 1 2  Bowers 1989, p. 294.
36. 1 2  Bowers 1989, p. 295.
37. ↑  Swanborough and Bowers 1963, p. 76.
38. ↑  Bowers 1989, p. 297.
39. 1 2 3 4  Bowers 1989, p. 299.
40. ↑  Swanborough and Bowers 1963, p. 78.
41. ↑  "Boeing Y1B-17." （页面存档备份，存于） National Museum of the United States Air Force. Retrieved: 9 January 2007.
42. 1 2 3  "Flying Fortress (B-17G): A Survey of the Hard-hitting American Heavy Weight." （页面存档备份，存于） Flight International, 4 May 1944, pp. 473–476.
43. ↑  Hess and Winchester Wings of Fame 1997, pp. 56–57.
44. ↑  Francillon 1982, pp. 213–215.
45. ↑  Hess and Winchester Wings of Fame 1997, p. 66.
46. ↑  Hess and Winchester Wings of Fame 1997, pp. 62–63, 65.
47. ↑  Francillon 1982, p. 212.
48. ↑  Bowers 1989, pp. 307–308.
49. ↑  Bowers 1989, pp. 286–287.
50. 1 2  Bowers 1989, pp. 303–304.
51. 1 2  Ramsey, Winston G. "The V-Weapons". London: After the Battle, Number 6, 1974, p. 21.
52. ↑  Edmonds, Walter. They Fought With  They Had. 1951, pp. 1–314.
53. ↑  Kenney, George C. General Kenney Reports. New York: Duell, Sloan and Pierce, 1949.
54. ↑  Cravens, Wesley Army Air Forces in WW II. Washington, D.C.: Office of Air Force History, 1956.
55. 1 2 3  Carey 1998, p. 4.
56. 1 2  Baugher, Joe. "B-17 Squadron Assignments." （页面存档备份，存于） Encyclopedia of American Aircraft, Last revised 9 August 1999.
57. ↑  Andrews and Morgan 1988, p. 340.
58. ↑  Yenne 2006, p. 23.
59. ↑  Chant 1996, pp. 61–62.
60. ↑  Weigley 1977, p. 338.
61. ↑  Stitt 2010, p. 1.
62. ↑  Wynn 1998, p. 93.
63. ↑  . RAF History – Bomber Command 60th Anniversary, 6 April 2005.   [14 September 2010]. （原始内容存档于2010-12-09）.
64. ↑  .   [2012-09-10]. （原始内容存档于2011-08-05）.
65. ↑  "Blue Ox." National Geographic Magazine, Vol. LXXXIII, Number One, January 1943,  p. 7, Ad (i).
66. ↑  Baugher, Joe. "Boeing B-17B Fortress." （页面存档备份，存于） Encyclopedia of American Aircraft, 22 May 2010.
67. 1 2  "Aviation Photography: B-17 Flying Fortress." （页面存档备份，存于） Northstar Gallery, 16 January 2007.
68. ↑  Hess and Winchester Wings of Fame 1997, pp. 59–60.
69. ↑  "AAF Enters Combat from England." （页面存档备份，存于） National Museum of the United States Air Force. Retrieved: 13 September 2010.
70. ↑  Weigley 1977, p. 339.
71. ↑  Bowman 2002, p. 8.
72. ↑  Hess 1994, pp. 59–60.
73. ↑  Hess 1994, p. 64.
74. ↑  Weigley 1977, p. 341.
75. ↑  Hess 1994, p. 67.
76. ↑  Hess 1994, pp. 69–71.
77. ↑  Caldwell and Muller 2007, pp. 151–152.
78. ↑  Weigley 1977, p. 342.
79. ↑  Caldwell and Muller 2007, p. 162.
80. ↑  McKillop, Jack. "Combat Chronology of the U.S. Army Air Forces: April 1945." （页面存档备份，存于） usaaf.net, 17 January 2007.
81. ↑  Arakaki and Kuborn 1991, pp. 73, 158–159.
82. ↑  Shores, Cull and Izawa 1992, pp. 55–56.
83. ↑  Shores, Cull and Izawa 1992, p. 163.
84. ↑  Shores, Cull and Izawa 1992, pp. 166–167.
85. ↑  Sakai et al. 1996, pp. 68–72.
86. ↑  Salecker 2001, pp. 64–71.
87. ↑  Parshall and Tulley 2005, pp. 180, 329.
88. ↑  .   [2012-08-21]. （原始内容存档于2003-08-24）.
89. ↑  Frisbee 1990
90. ↑  Kenney, George C. General Kenney Reports. New York: Duall, Sloan and Pearce, 1949.
91. ↑  Jacobson 1945 [页码请求]
92. ↑  "History:B-17 Flying Fortress." （页面存档备份，存于） Boeing. Retrieved: 16 January 2007.
93. ↑  "Formation." b17flyingfortress, 8 April 2007. Retrieved 18 June 2010 }}
94. ↑  "B-17 Pilot Training Manual (Formation)." （页面存档备份，存于） Headquarters, AAF, Office of Flying Safety. Retrieved: 16 January 2007.
95. ↑  Caidin 1960.
96. ↑  Hoffman, Wally. "We Get Our Feet Wet." （页面存档备份，存于）  Magweb.com, 2006. Retrieved: 18 July 2006.
97. ↑  Caidin 1960, p. 86.
98. ↑  Wright, James G. "Durable B-17s hard for pilots to forget: Love for plane outweighs bitter memories of war"（requires subscription）. Colorado Springs Gazette, 8 June 1994. []
99. ↑  Benitez, Nannette. "World War II War Production-Why Were the B-17 and B-24 Produced in Parallel?" （页面存档备份，存于） Defense Technical Information Center, 1997. Retrieved 1 July 2011.
100. 1 2 3 4 5 6  Price, Alfred. "Against Regensburg and Schweinfurt." （页面存档备份，存于） Air Force Magazine, Volume 76, Issue 9, September 1993. Retrieved 18 December 2008.
101. ↑  Bowers 1976, p. 177.
102. ↑  Schollars, Todd J. "German wonder weapons: degraded production and effectiveness>" （页面存档备份，存于） Air Force Journal of Logistics, Fall 2003. Retrieved 16 January 2007.
103. ↑  Donald 1995, p. 23.
104. ↑  Wixley 1998, p. 30.
105. ↑  Gordon 2008, p. 479.
106. 1 2  Bowers 1989, p. 314.
107. ↑  Swanborough and Bowers 1963, p. 80.
108. ↑  Bowers 1989, p. 290.
109. 1 2 3 4 5  Bowers 1989, pp. 310–311.
110. ↑  Knaack 1988, p. 465.
111. ↑  Hess and Winchester Wings of Fame 1997, p. 86.
112. 1 2 3 4  Hess and Winchester Wings of Fame 1997, pp. 89–90.
113. ↑  Hess and Winchester Wings of Fame 1997, p. 91.
114. ↑  "Sperry's RPV Background." （页面存档备份，存于） Flight International, 17 April 1976, p. 1006.
115. 1 2  Swanborough and Bowers 1976, pp. 66–67.
116. 1 2  Roberts 2000, p. 661.
117. 1 2  "US Coast Guard Aviation History: Boeing PB-1G 'Flying Fortress'." （页面存档备份，存于） United States Coast Guard/ Retrieved: 18 June 2010.
118. ↑  Pocock, Chris. The Black Bats: CIA Spy Flights Over China From Taiwan, 1951-1969. Atglen, Pennsylvania: Schiffer Military History, 2010. ISBN 978-0-7643-3513-6.
119. ↑  "The Boeing B-17s." （页面存档备份，存于） utdallas.edu. Retrieved: 25 July 2011.